# サンパウロ都市圏鉄道会社
サンパウロ都市圏鉄道会社（CPTM）（ポルトガル語: Companhia Paulista de Trens Metropolitanos)は、サンパウロ州都市圏交通事務局が保有する地域鉄道運営事業者である。1992年にブラジルのサンパウロ都市圏のいくつかの既存の鉄道を合併し創設された。
CPTMは路線番号7号線（1号線～6号線、14号線以降はサンパウロ地下鉄に属している）以下の7路線、94駅を有し、総延長は273.0kmである。読み方はポルトガル語式のアルファベットに倣い「セー・ペー・テー・エミ」である。

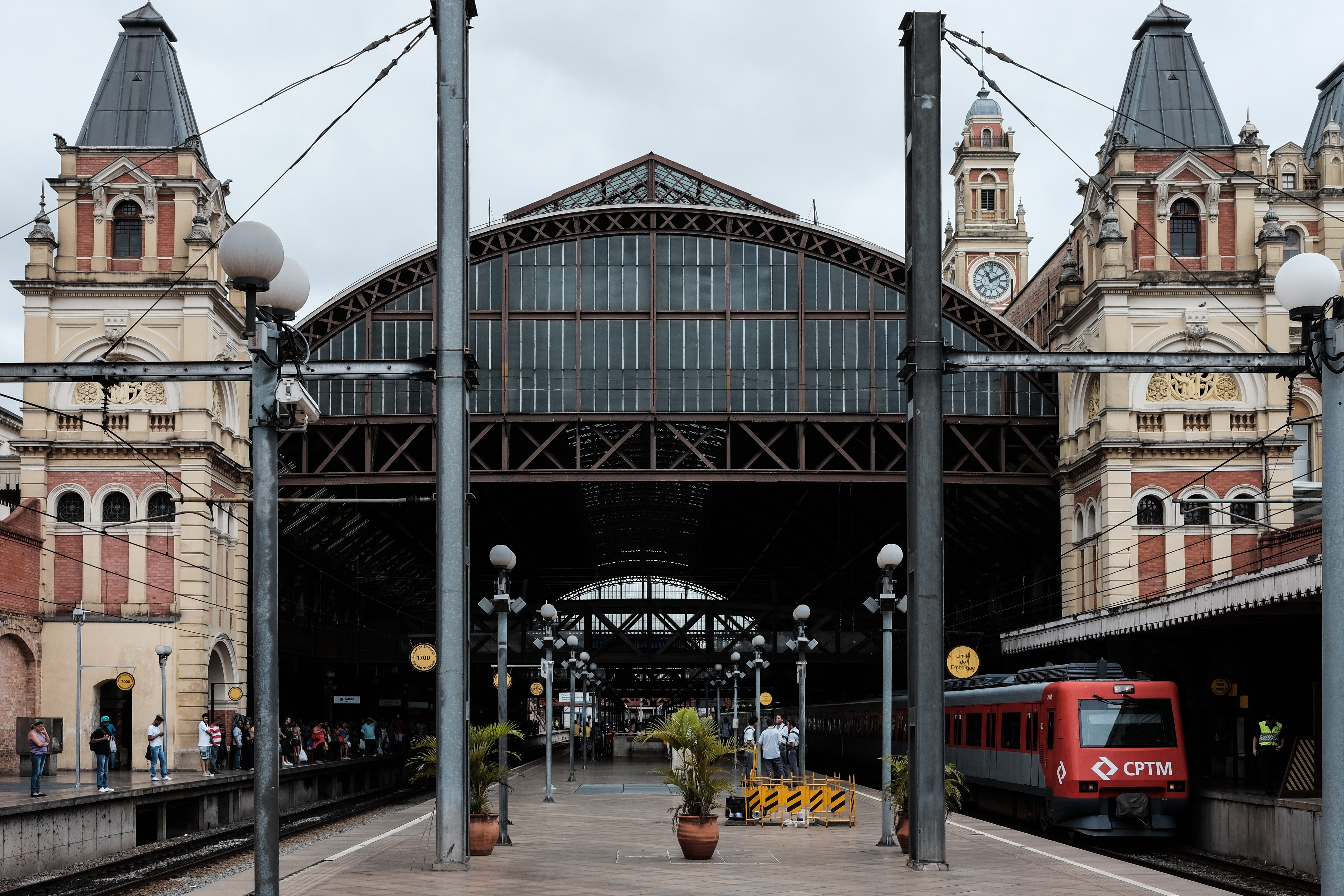
ターミナル駅のルス駅

CPTMの最大の3路線が乗り入れるブラス駅

## 歴史
1867年に開業したイギリス資本のサンパウロ鉄道（SPR）は1946年に国有化されサントス・ア・ジュンディアイ鉄道（EFSJ）となった。当時の路線は現在の7号線と10号線であった。1875年に開業した北鉄道、1890年以降のセントラル・ド・ブラジル鉄道（EFCB）は現在の11号線を運営しており、またEFCBは1926年には現在の12号線も開通させていた。これらの鉄道会社は所有するもの全てとともにブラジルの他の主力鉄道会社と合併し1957年に創設されたブラジル連邦鉄道網（RFFSA）となった。RFFSAの都市圏の区間は1984年にブラジル都市鉄道会社（CBTU）に移管され、さらに1992年にはサンパウロ都市圏の区間はCPTMに改組された。
一方、ソロカバナ鉄道（EFS）は1875年には現在の8号線を開業させていた。また現在の9号線も同社により1957年に開通した。同社は1971年に他のサンパウロ州の鉄道会社とともにパウリスタ鉄道（FEPASA、現在のルーモロジスティカ）に統合されたが、FEPASAの都市交通部門は1996年にCPTMに併合された。
現在、CPTMはブラス駅、ルス駅、バハ・フンダ駅の3駅の接続改良事業を進めている。
各路線の愛称はサンパウロ地下鉄が「色」で区別されているのに対し、CPTMでは「宝石の名前」で区別されている。

## 路線

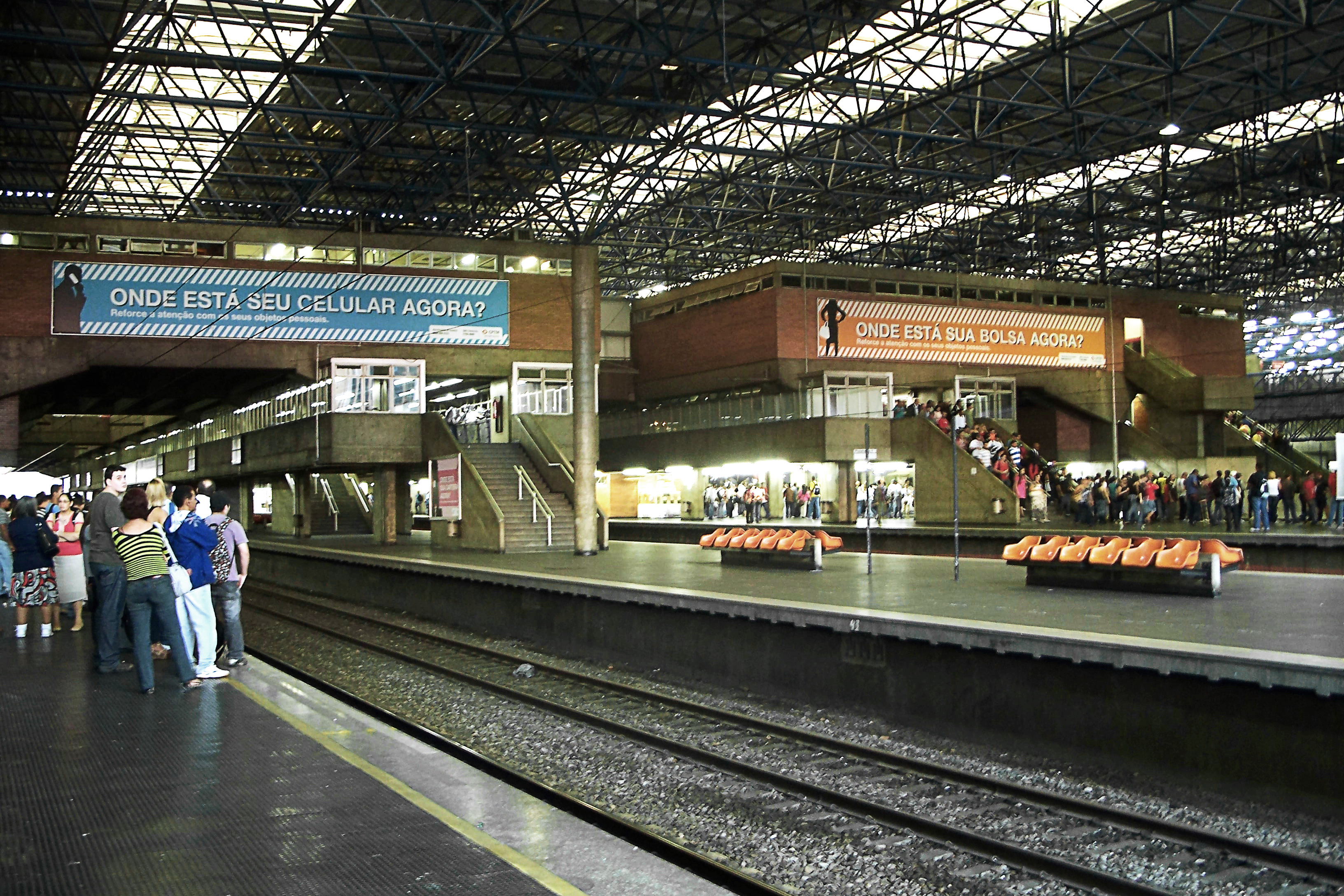
バハ・フンダ駅

| 路線 | 色           | 区間                                                | 営業キロ | 駅数 | 運営会社 |
| ---- | ------------ | --------------------------------------------------- | -------- | ---- | -------- |
| 7    | ルビー       | ルス ↔ フランシスコ・モラト ↔ ジュンディアイ        | 60.5     | 17   | CPTM     |
| 8    | ダイヤモンド | アマドール・ブエノ ↔ ジュリオ・プレステス           | 41.7     | 24   | CPTM     |
| 9    | エメラルド   | オサスコ ↔ グアジャウ                               | 32.8     | 18   | CPTM     |
| 10   | ターコイズ   | ルス ↔ ヒオ・グランデ・ダ・セッラ                   | 37.2     | 14   | CPTM     |
| 11   | コーラル     | ルス ↔ グアイアナセス ↔ エステュダンテス            | 50.8     | 16   | CPTM     |
| 12   | サファイア   | ブラス ↔ カルモン・ヴィアナ                         | 38.8     | 13   | CPTM     |
| 13   | ヒスイ       | エンジェニェイロ・ゴウラト ↔ グアルーリョス国際空港 | 12.2     | 3    | CPTM     |

### 7号線

7号線路線図

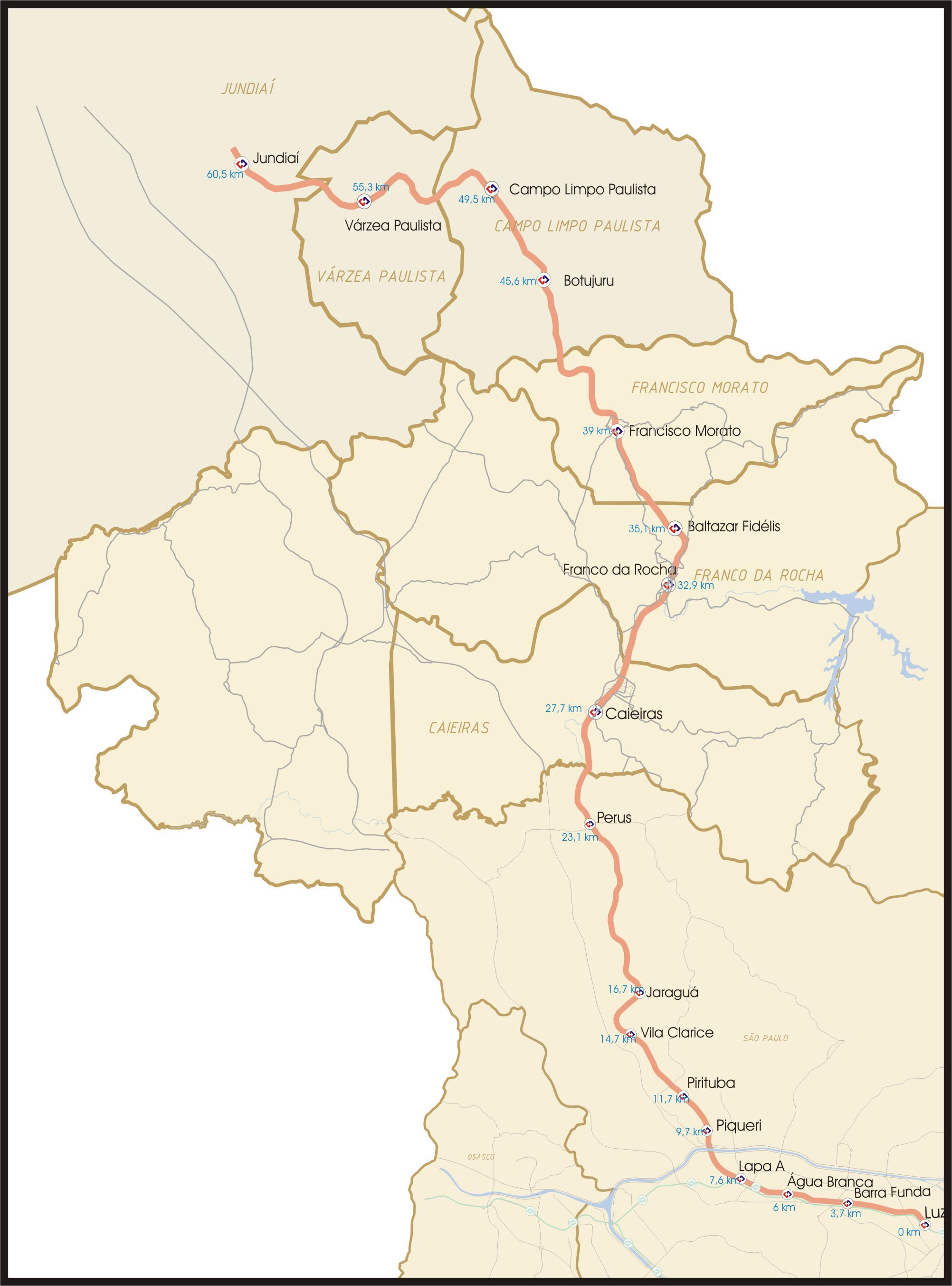
7号線路線地図

7号線は1868年に開通した往年のサンパウロ鉄道の一部、ルス駅 - ジュンジアイ駅間を結ぶ路線で、途中のフランシスコ・モラート（Francisco Morato）駅で系統が分割され、一部列車のみが全部の区間の直通運転を行っている。
所要時間はLuz - Francisco Morato間が56分、Francisco Morato - Jundiaí間が25分である。2021年5月4日より7号線と10号線を全区間直通運転する「Serviço 710」が始まった。
- 路線の愛称はルビー（Linha 7-Rubi）と呼ばれている。
- ジュンジアイから先はカンピーナス方面へ線路が伸びているが、定期列車はない。

1. Luz
2. Palmeiras-Barra Funda（パルメイラスのスタジアムに至近のため駅名に含まれている）
3. Água Branca
4. Lapa
5. Piqueri
6. Pirituba
7. Vila Clarice・
8. Jaraguá
9. Vila Aurora
10. Perus
11. Caieiras
12. Franco da Rocha
13. Baltazar Fidélis
14. Francisco Morato

- Jundiaí支線

1. Francisco Morato
2. Botujuru
3. Campo Limpo Paulista
4. Várzea Paulista
5. Jundiaí（ジュンジアイ）

### 8号線

8号線路線図

Barueri駅

8号線はかつての中・長距離旅客列車のターミナル駅であったJúlio Prestes駅とオザスコ、カラピクイバ、バルエリ通りジャンヂーラ方面を結ぶ路線である。Itapevi駅で系統が分断されている。この路線自体は1875年に開通している。所要時間はJúlio Prestes - Itapevi間が58分、Itapevi - Amador Bueno間が12分である。旧B線。
- 路線の愛称はダイヤモンド（Linha 8-Diamante）と呼ばれている。

1. Júlio Prestes
2. Palmeiras-Barra Funda（パルメイラスのスタジアムに至近のため駅名に含まれている）
3. Lapa
4. Domingos de Moraes
5. Imperatriz Leopoldina
6. Presidente Altino
7. Osasco
8. Comandante Sampaio
9. Quitaúna
10. General Miguel Costa
11. Carapicuíba
12. Santa Terezinha
13. Antônio João
14. Barueri
15. Jardim Belval
16. Jardim Silveira
17. Jandira
18. Sagrado Coração
19. Engenheiro Cardoso
20. Itapevi

- Amador Bueno支線

1. Itapevi
2. Santa Rita
3. Cimenrita
4. Ambuitá
5. Amador Bueno

### 9号線

9号線路線図

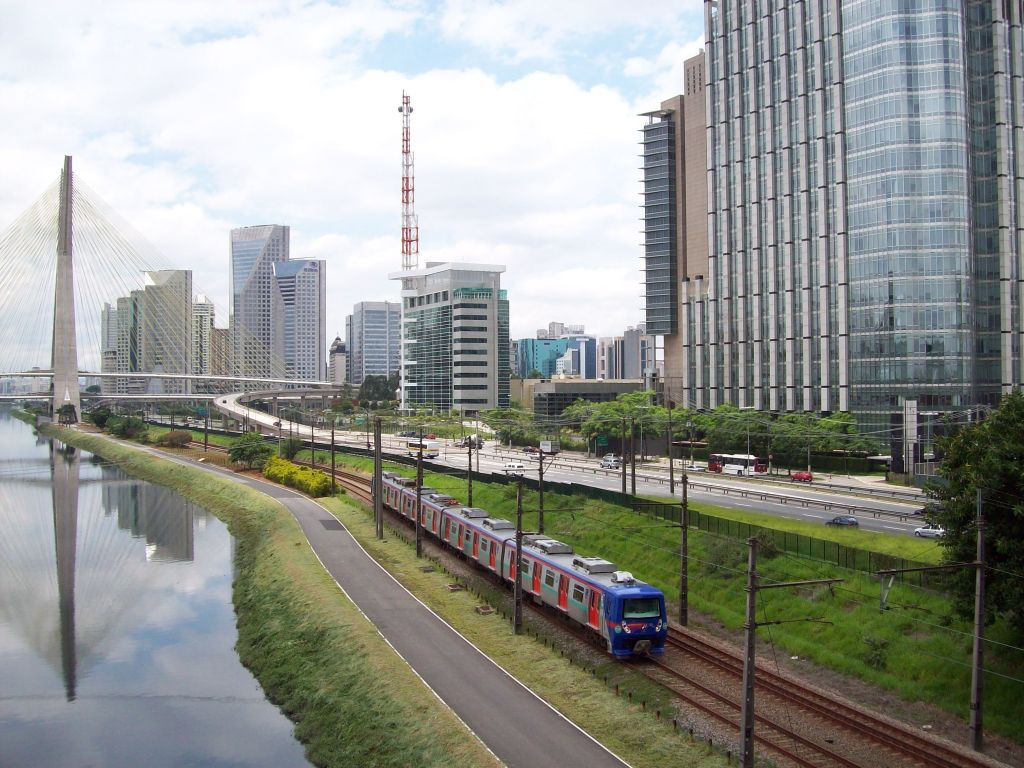
Brooklin付近をピニェイロス川に沿って走る9号線

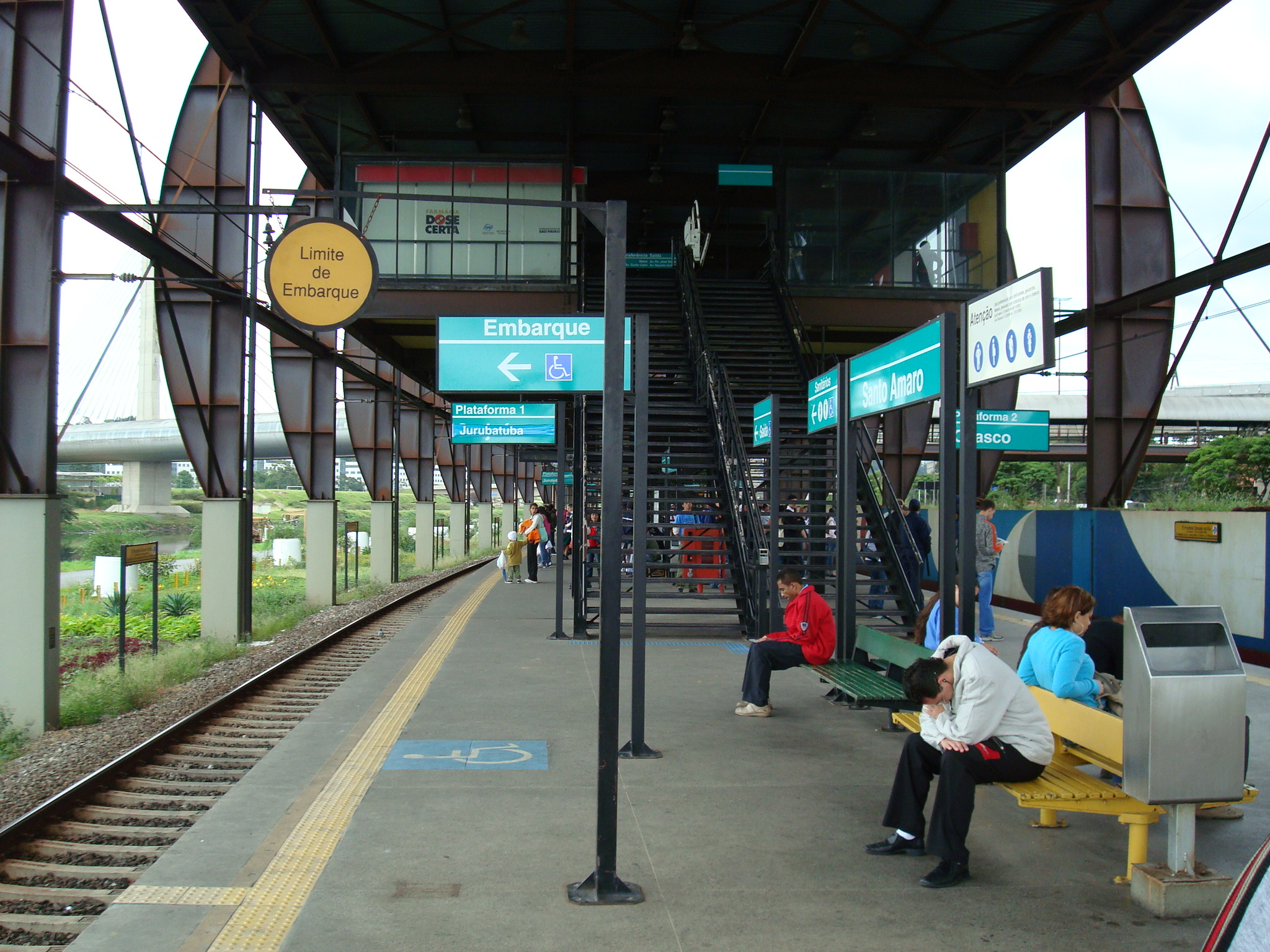
9号線Santo Amaro駅

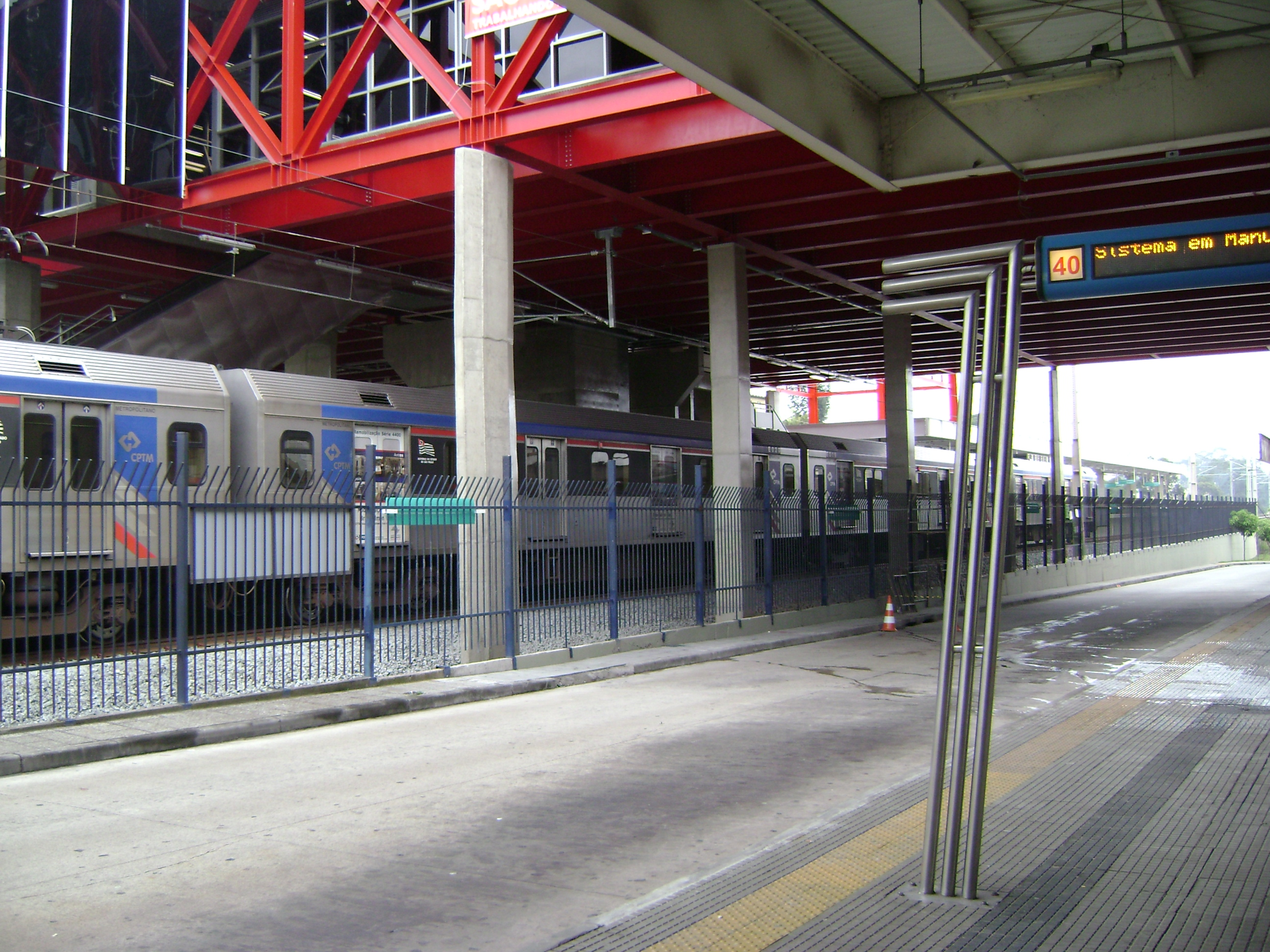
9号線の終点Grajau駅

9号線は1957年に開通。オザスコにあるOsasco駅とGrajaú駅の間で運行。サンパウロ市西部を流れるピニェイロス川に沿って線路が伸びている。所要時間は53分。旧C線。
- 路線の愛称はエメラルド（Linha 9-Esmeralda）と呼ばれている。

1. Osasco
2. Presidente Altino
3. Ceasa
4. Vila Lobos-Jaguaré
5. Cidade Universitária
6. Pinheiros
7. Hebraica-Rebouças
8. Cidade Jardim
9. Vila Olímpia
10. Berrini
11. Morumbi（地下鉄4号線のSão Paulo-Morumbi駅とは別の駅）
12. Granja Julieta
13. Santo Amaro
14. Socorro
15. Jurubatuba
16. Autódromo（インテルラゴス・サーキット）
17. Primavera-Interlagos
18. Grajaú

### 10号線

10号線路線図

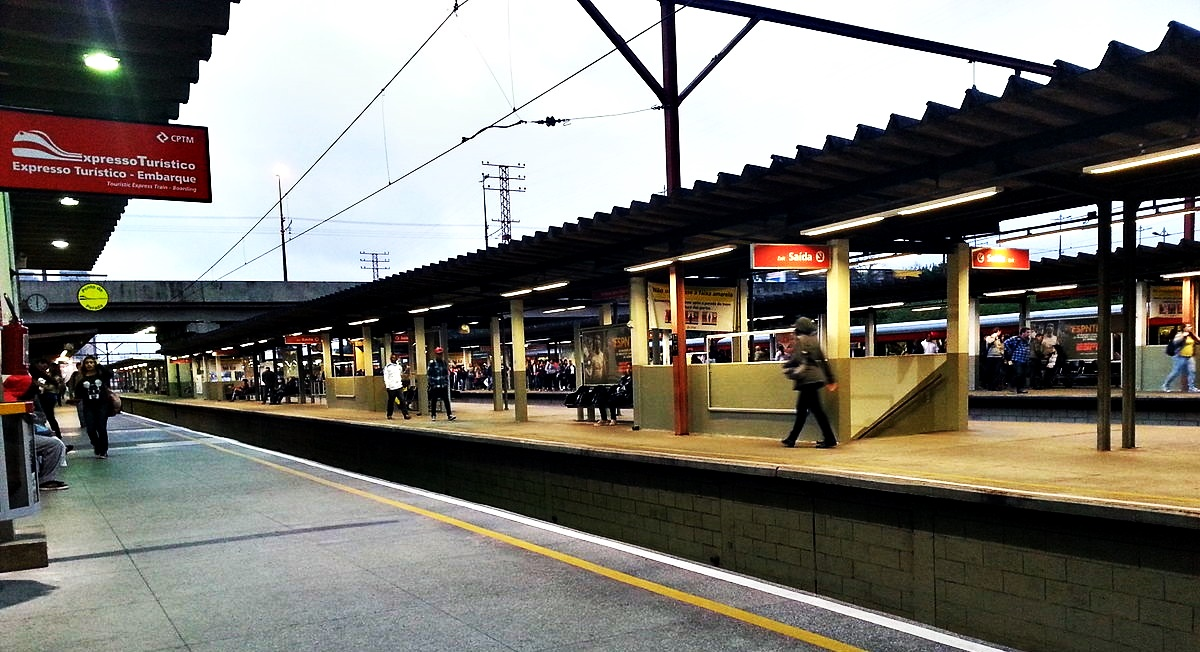
10号線Celso Daniel駅

10号線は1868年に開通したサンパウロ鉄道の路線を走り、ルス駅とRio Grande da Serra駅を結ぶ。旧D線。朝夕ラッシュ時には"Expresso"（急行）の運行があり、地下鉄2号線の乗換駅であるタマンデュアテイー（Tamanduateí）～サントアンドレ（Santo André）間のうち、途中サンカエターノ（São Caetano）駅のみ停車する。一部列車は「Serviço 710」によりジュンディアイまで直通運転される。
- ルス駅から南東部ABC地域のうち、A＝サントアンドレと、C＝サンカエターノ・ド・スルへのアクセス路線。
- 路線の愛称はトルコ石（Linha 10-Turquesa）と呼ばれている。
- リオ・グランデ・ダ・セーハ（Rio Grande da Serra）から先はサントスまで線路が伸びているが、2001年以降の定期列車はない。貨物列車または観光列車のみが入線する。

1. Luz
2. Brás
3. Juventus-Mooca（プロサッカークラブCAジュベントスのスタジアムへアクセスのため駅名に含まれている）
4. Ipiranga
5. Tamanduateí（タマンデュアテイー）
6. São Caetano（サンカエターノ・ド・スル）
7. Utinga
8. Prefeito Saladino
9. Prefeito Celso Daniel - Santo André（サントアンドレ）
10. Capuava
11. Mauá
12. Guapituba
13. Ribeirão Pires
14. Rio Grande da Serra

### 11号線

11号線路線図

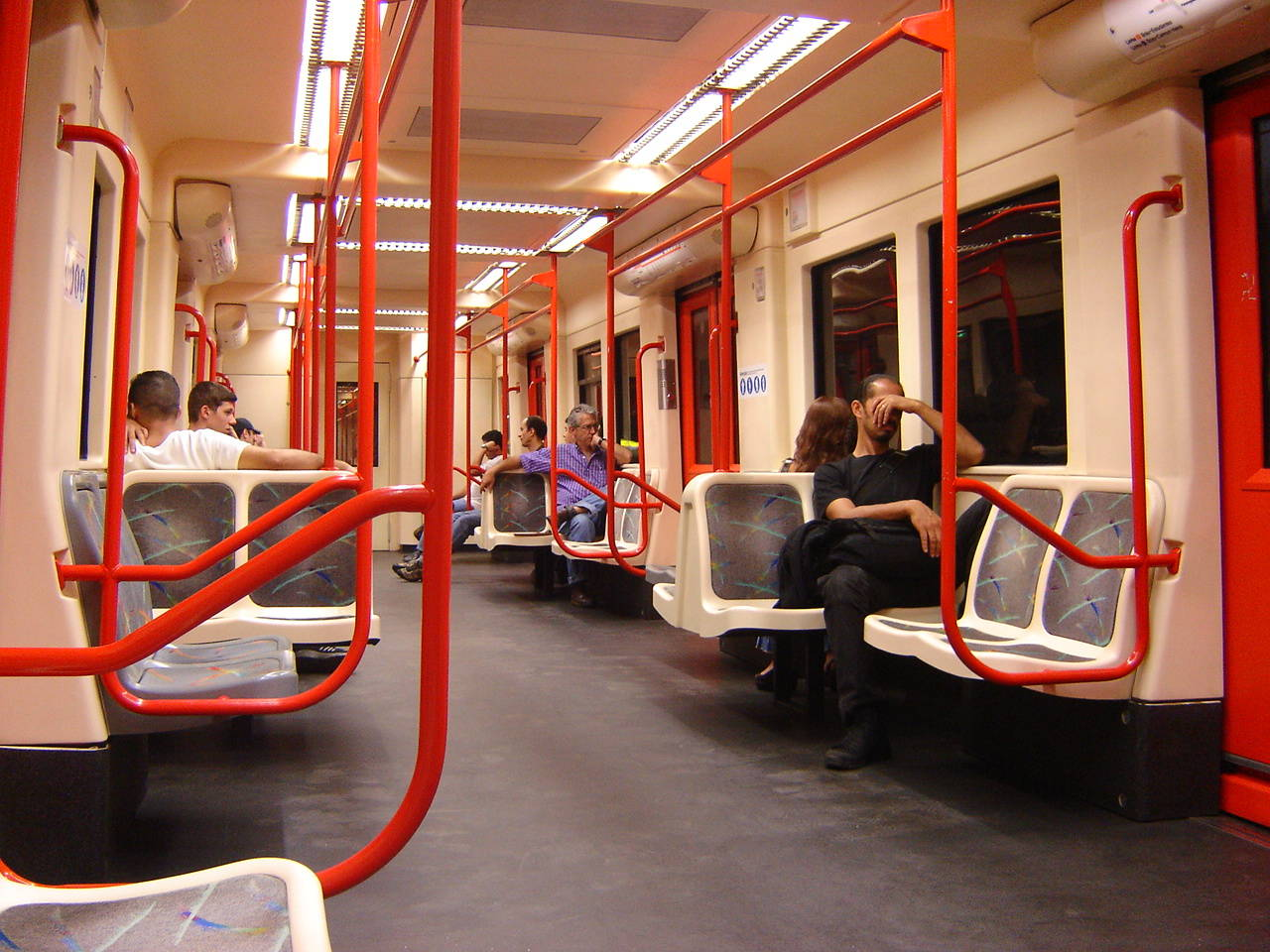
Expresso Leste線の車内

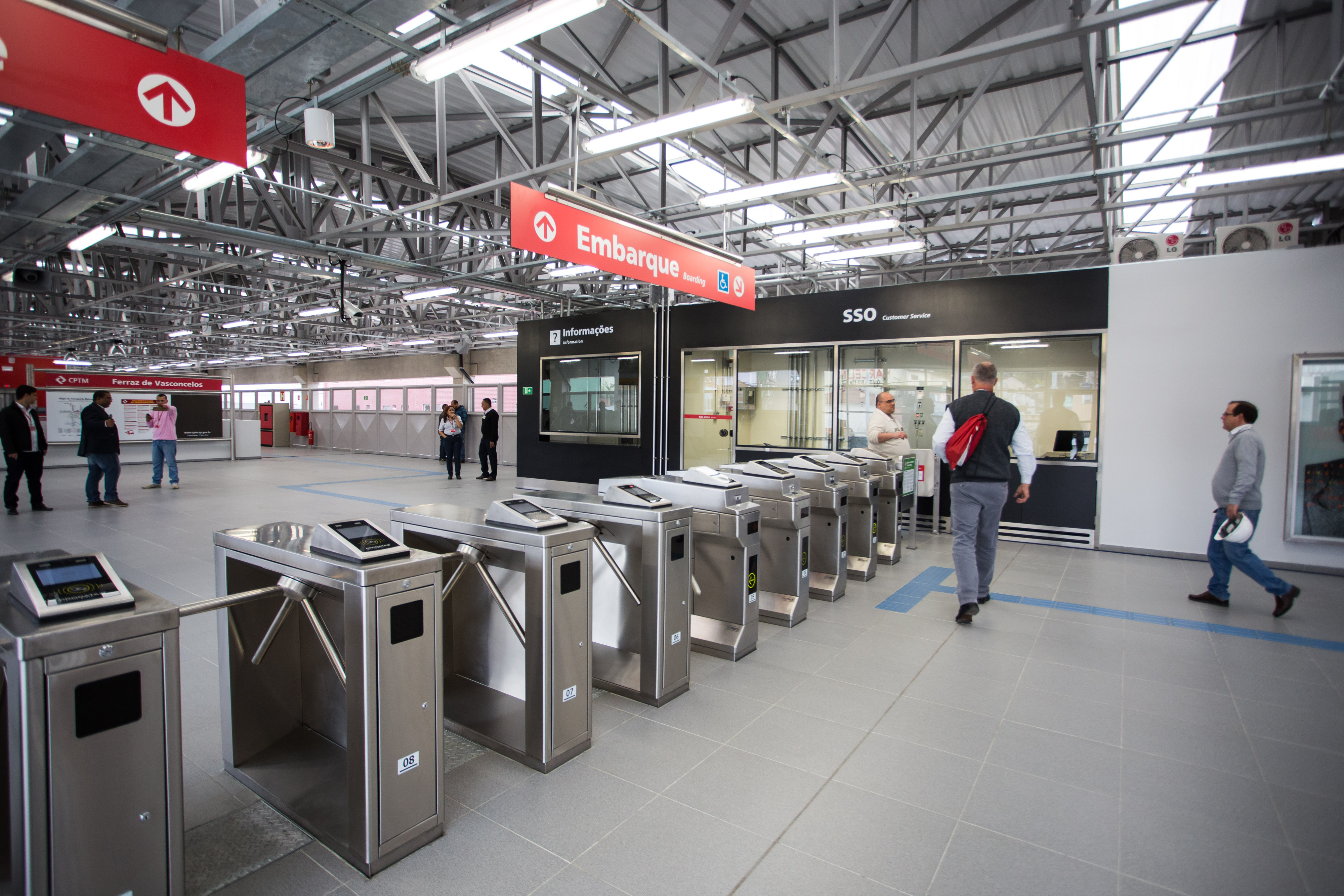
11号線Ferraz de Vasconcelos駅の改札口

11号線の線路自体は1890年にブラジル中央鉄道の路線として開通。サンパウロ市内のルス駅とGuaianases駅の間のCorinthians-Itaquera駅 - Brás間において地下鉄3号線と並行して走ることから、途中駅に9駅も止まる地下鉄に対して1駅しか停まらないのでExpresso Leste線（東急行線）と呼ばれている。この急行電車とその先のGuaianases駅とEstudantes駅の間の11号線区間とは系統が分断されているので乗り換えが必要となる。日系人の非常に多いスザノやモジ・ダス・クルーゼスを経由。旧E線。
- 路線の愛称はサンゴ（Linha 11-Coral）と呼ばれている。

1. Luz
2. Brás
3. Tatuapé
4. Corinthians-Itaquera（SCコリンチャンス・パウリスタのスタジアムに至近のため駅名に含まれている）
5. Dom Bosco
6. José Bonifácio
7. Guaianases
8. Antônio Gianetti Neto
9. Ferraz de Vasconcelos
10. Poá
11. Calmon Viana
12. Suzano（スザノ）
13. Jundiapeba
14. Brás Cubas
15. Mogi das Cruzes（モジ・ダス・クルーゼス）
16. Estudantes

### 12号線

12号線路線図

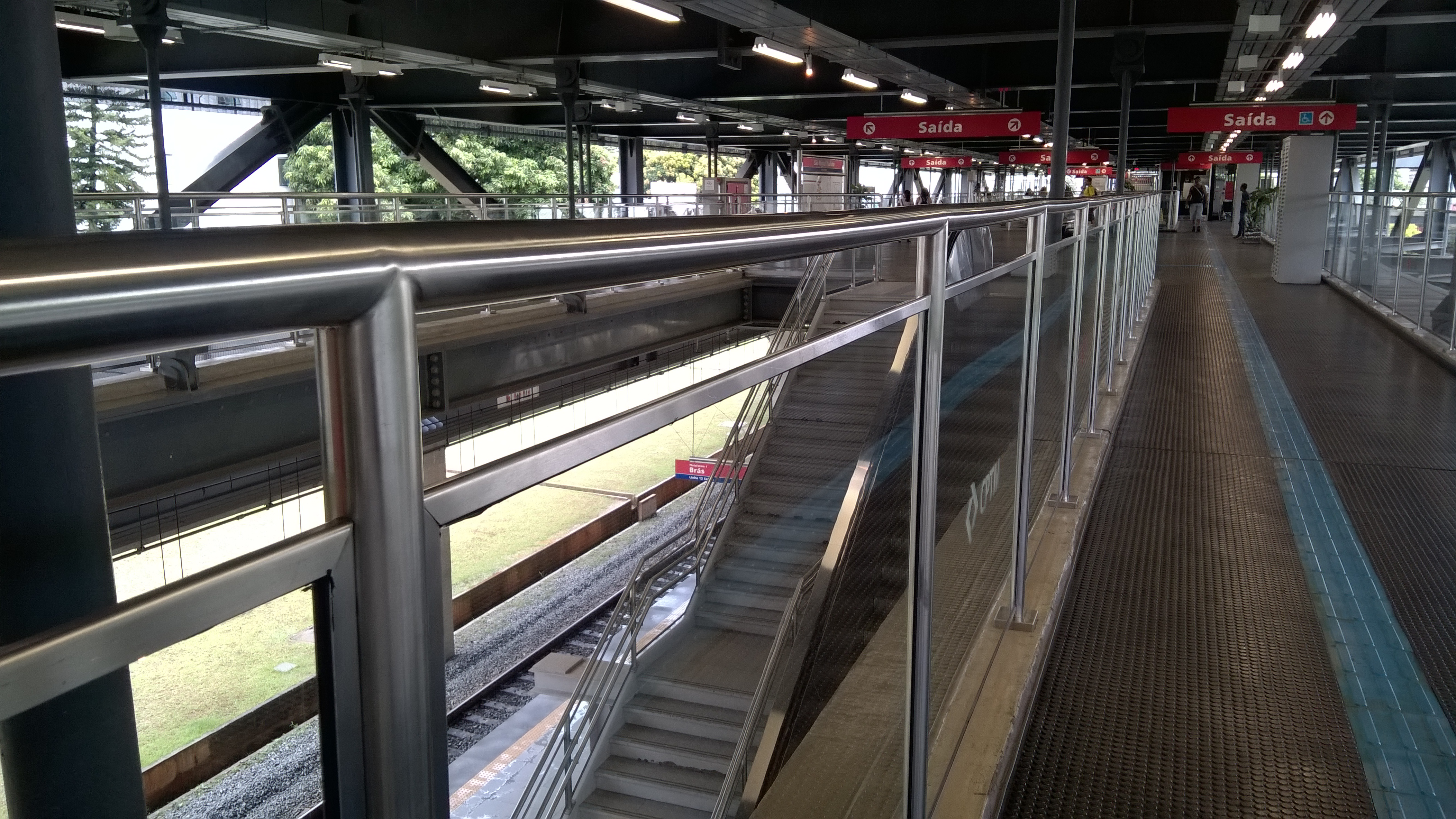
12号線のSão Miguel Paulista駅

12号線 の路線は1934年にブラジル中央鉄道によって開通。Brás駅とCalmon Viana駅を結ぶ。旧F線。
- 路線の愛称はサファイア（Linha 12-Safira）と呼ばれている。

1. Brás
2. Tatuapé
3. Engenheiro Goulart
4. USP Leste
5. Comendador Ermelino
6. São Miguel Paulista
7. Jardim Helena-Vila Mara
8. Itaim Paulista
9. Jardim Romano
10. Engenheiro Manoel Feio
11. Itaquaquecetuba
12. Aracaré
13. Calmon Viana

### 13号線

13号線路線図

13号線 は2018年3月31日に開通した空港連絡鉄道。グアルーリョス国際空港と12号線のエンジェニェイロ・グラール駅を結ぶ路線。全区間が新設路線となり、既存の鉄道路線を旅客化して開業させてきたCPTMにとっては発足以来初めての新設路線である。
- 2020年12月1日よりグアルーリョス国際空港～ルス駅をノンストップで結ぶ急行列車（Expresso Aeroporto）の運行も行われている。この列車はルス駅で改札が分けられており、専用の切符（別料金）が必要となる。
- 路線の愛称はヒスイ（Linha 13-Jade）と呼ばれている。

1. Engenheiro Goulart
2. Guarulhos CECAP
3. Aeroporto–Guarulhos（グアルーリョス国際空港、空港内各ターミナルは無料のシャトルバスに乗り換えが必要）

## 車両

### 電車
- 1100形電車（バッド/マフェルサ製）[2]
  - 2018年に引退。

- 1400形電車（バッド/マフェルサ製）
  - 2018年に引退 [3]。

- 1600形電車（マフェルサ製）[4]

- 1700形電車（マフェルサ製）

1100形電車（写真は更新車）

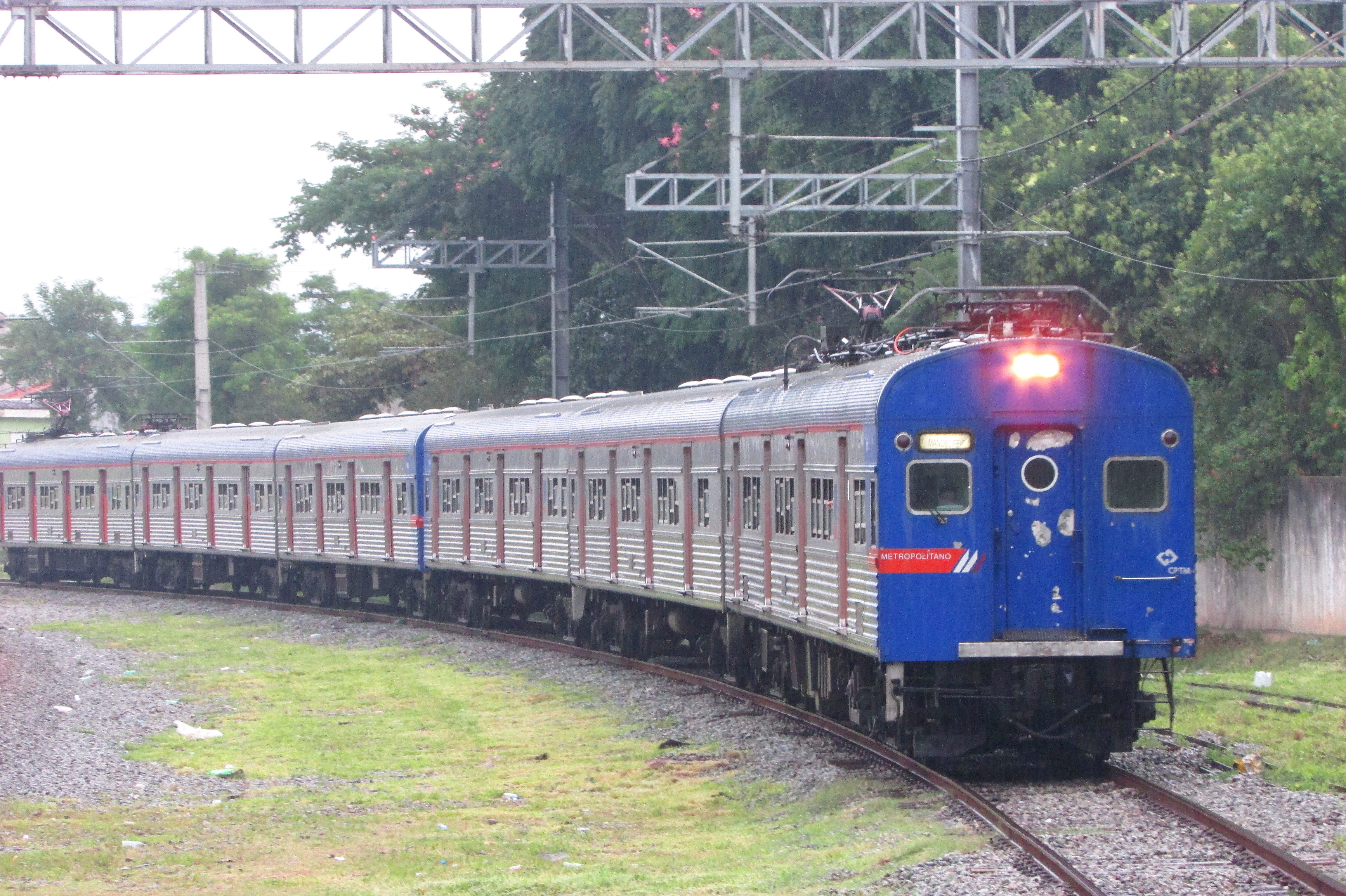
1400形電車

1600形電車

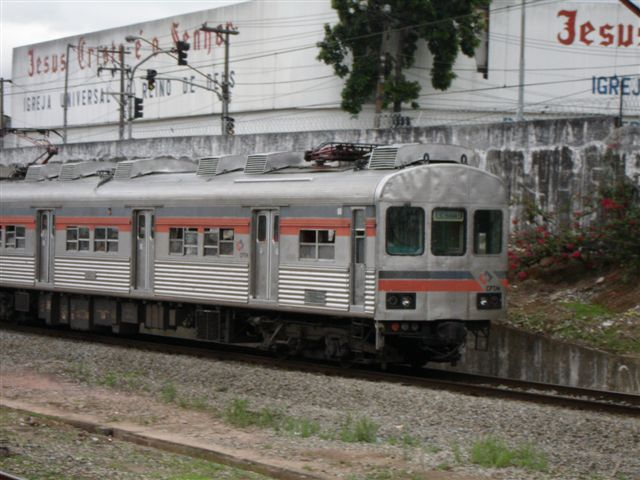
1600形電車(更新車)

  - 2019年7月にすべての編成が運用から離脱[5]。

1700形電車

- 2000形電車（CAF/アドトランツ/アルストム製）

2000形電車

- 2070形電車（アルストム/ボンバルディア/CAF製）[6]

- 2100形電車（CAF製）[6]

- 2500形電車（中国中車製）
- 3000形電車（シーメンス製）

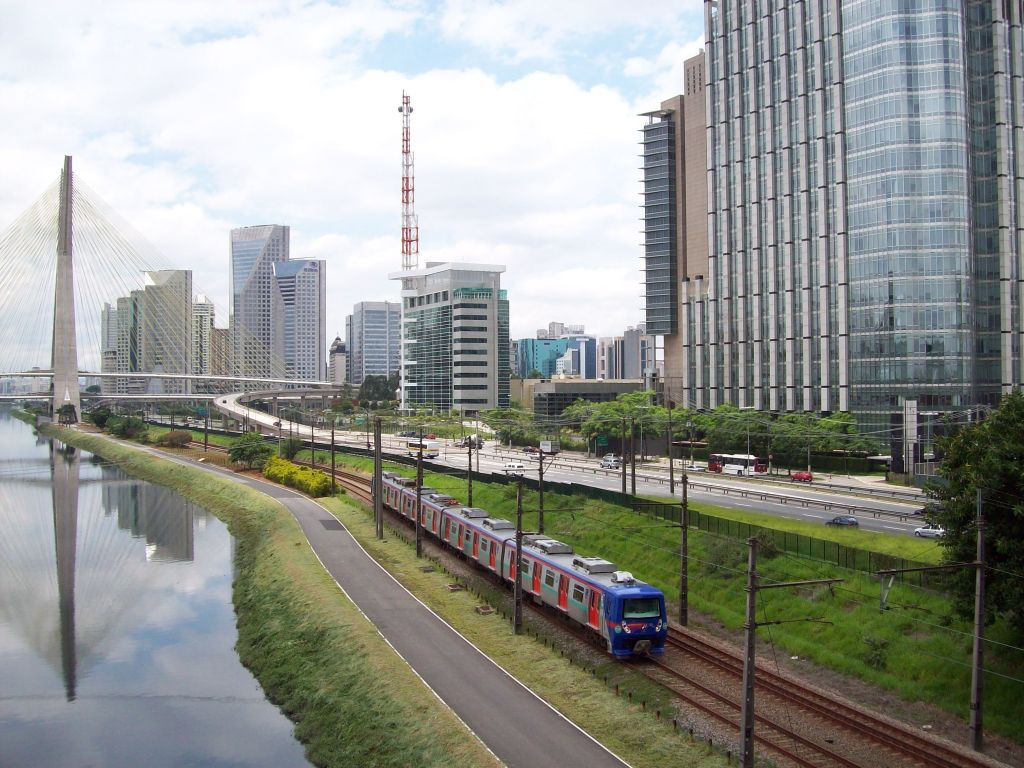
2070形電車

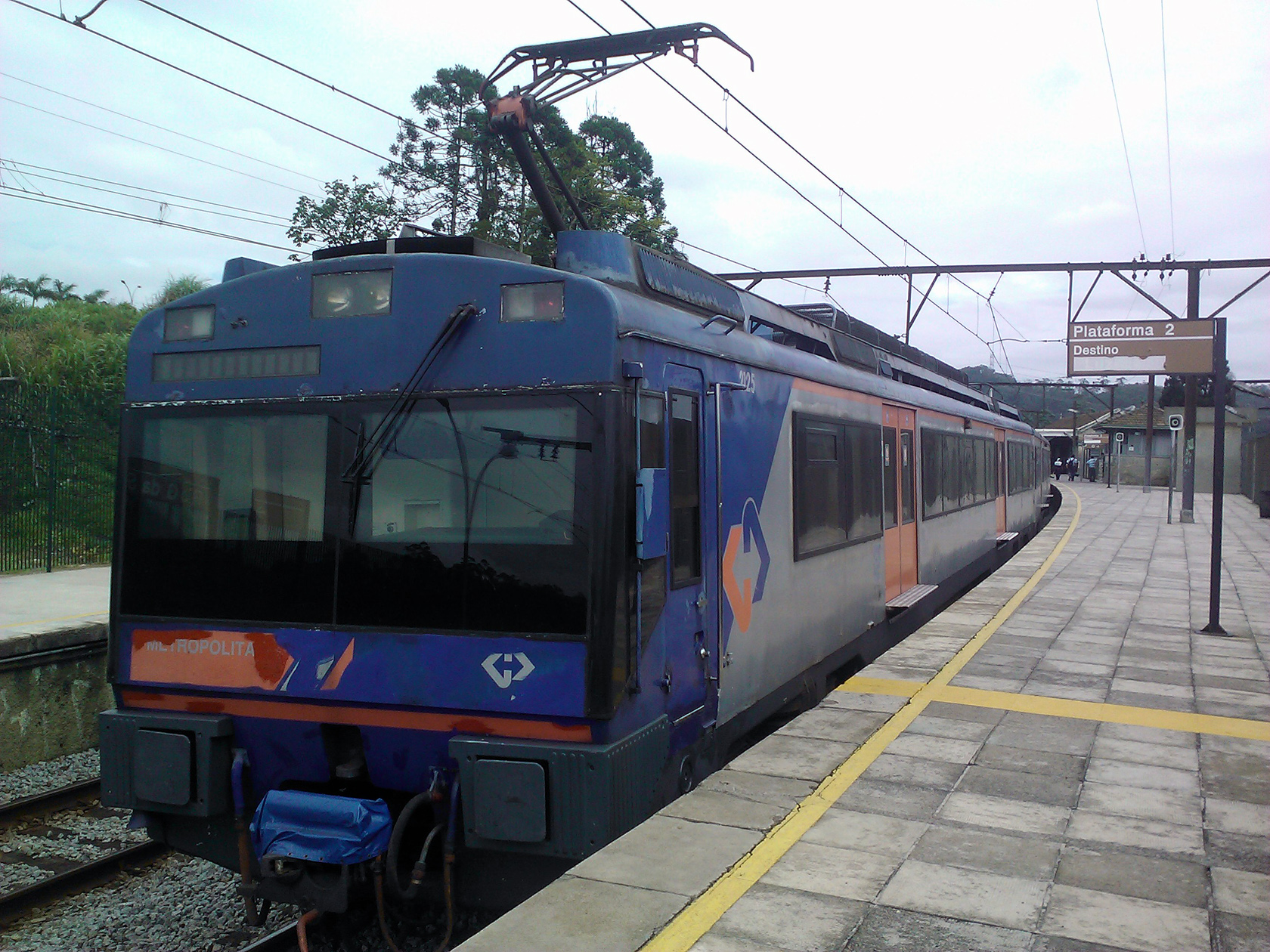
2100形電車

3000形電車

- 4400形電車（Fábrica Nacional de Vagões（国営貨車製造）製） 
  - 2018年に引退[7]。

- 4800形電車（川崎重工業製）
  - 2010年に引退[8]

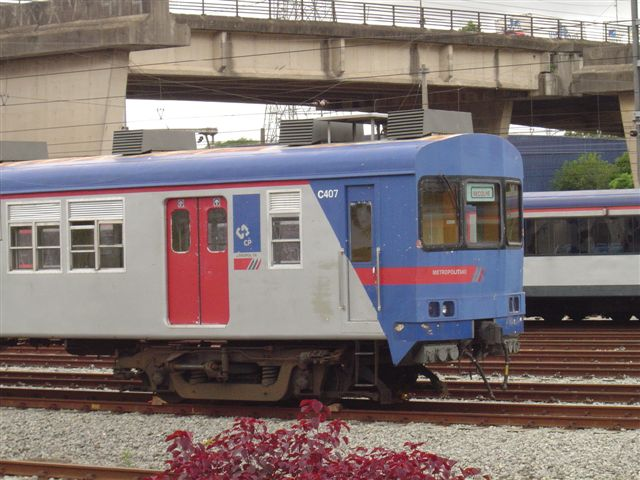
種車の400形電車

4400形電車

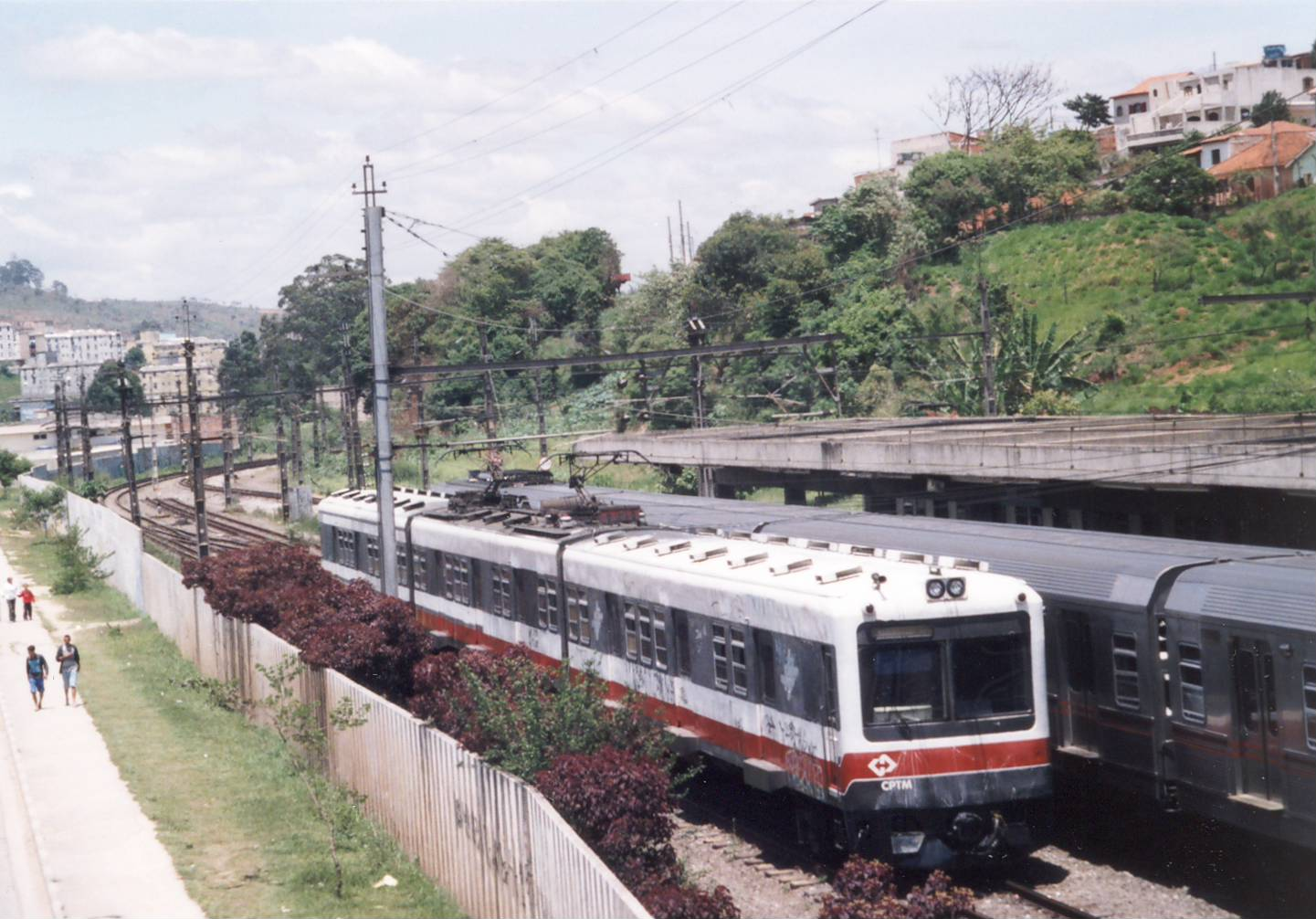
4800形電車"TUE Kawasaki-Toshiba"

- 5000形電車（フランコライユ/ソシエテMTE/コブラスマ製）[9]

- 5400形電車

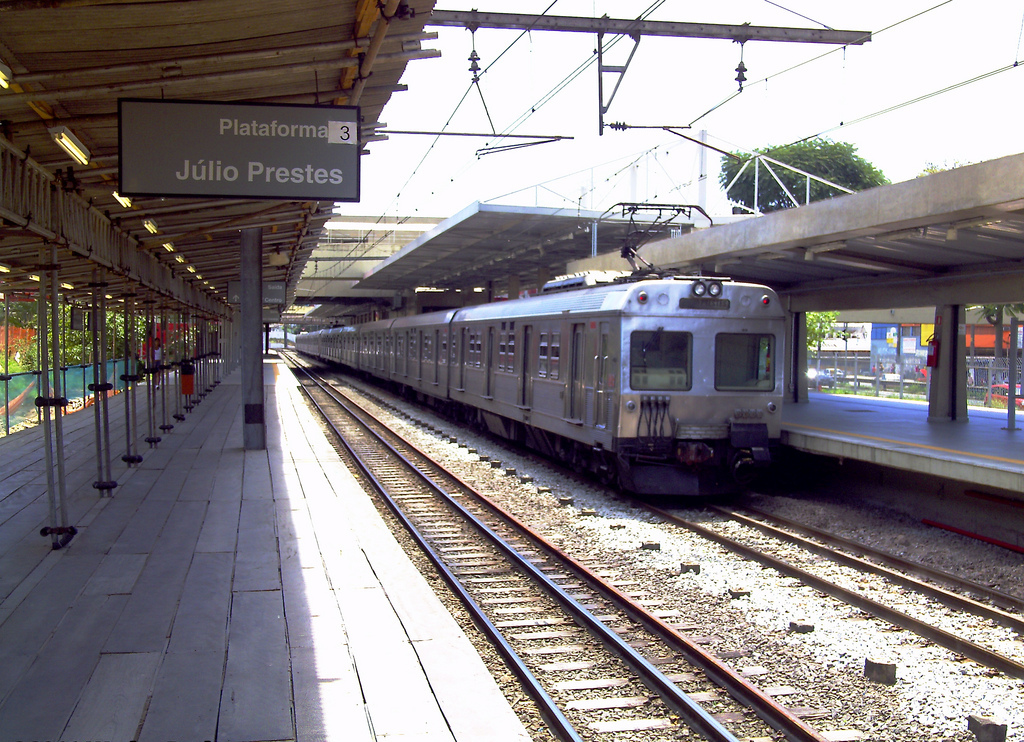
5000形電車

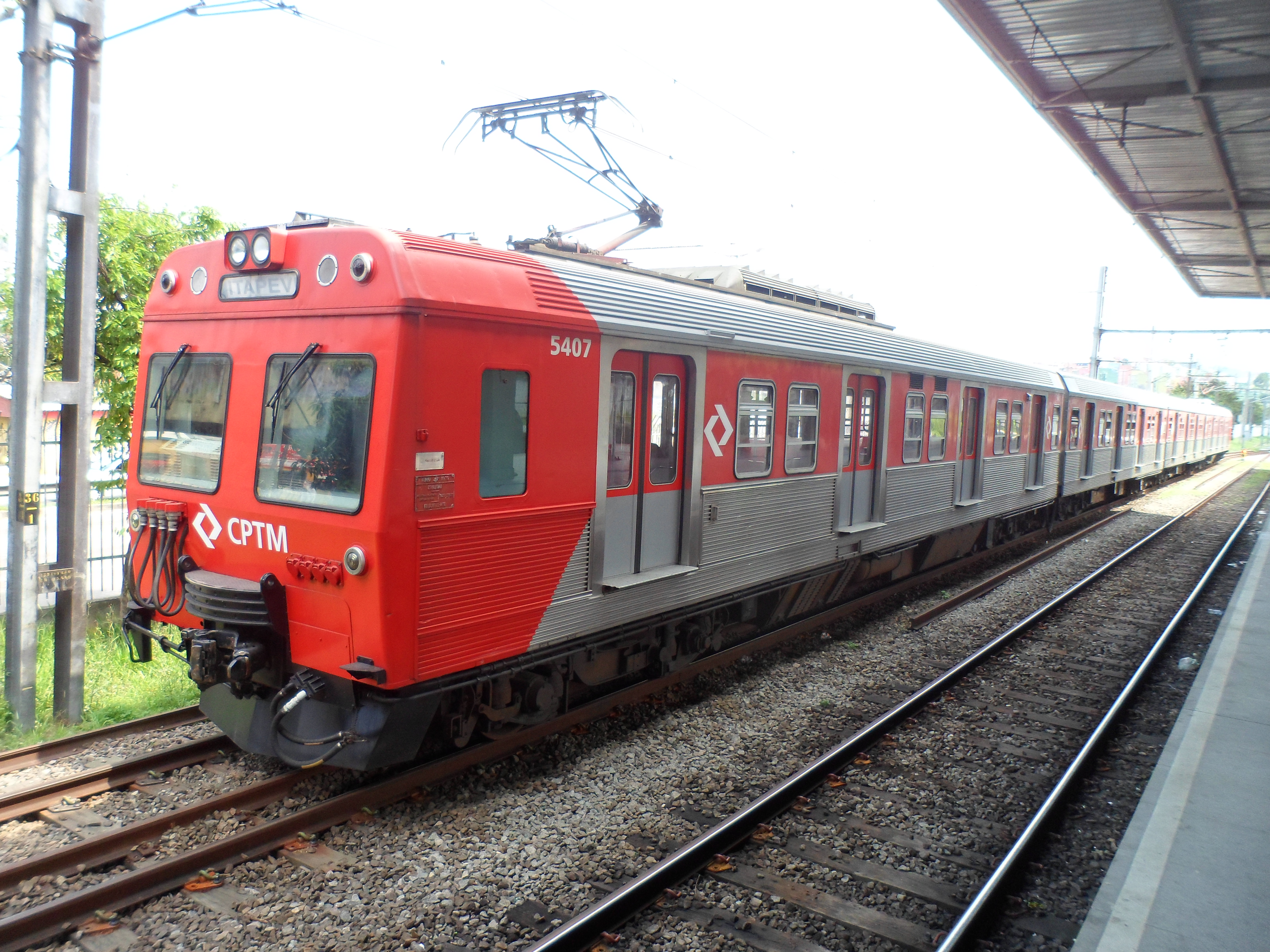
5400形電車

- 5500形電車（マフェルサ/Sorefame製）[10]

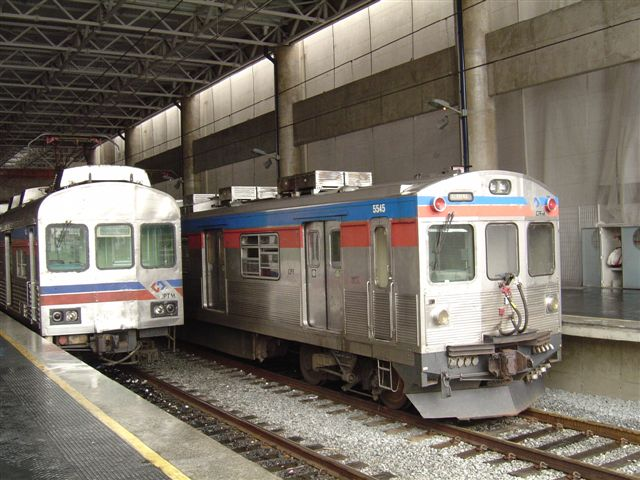
5500形電車(右側・左側は1600形電車)

- 5550形電車（上記5500形をボンバルディアがブラジルに設立したコンソーシアムで更新[11]）

5550形電車

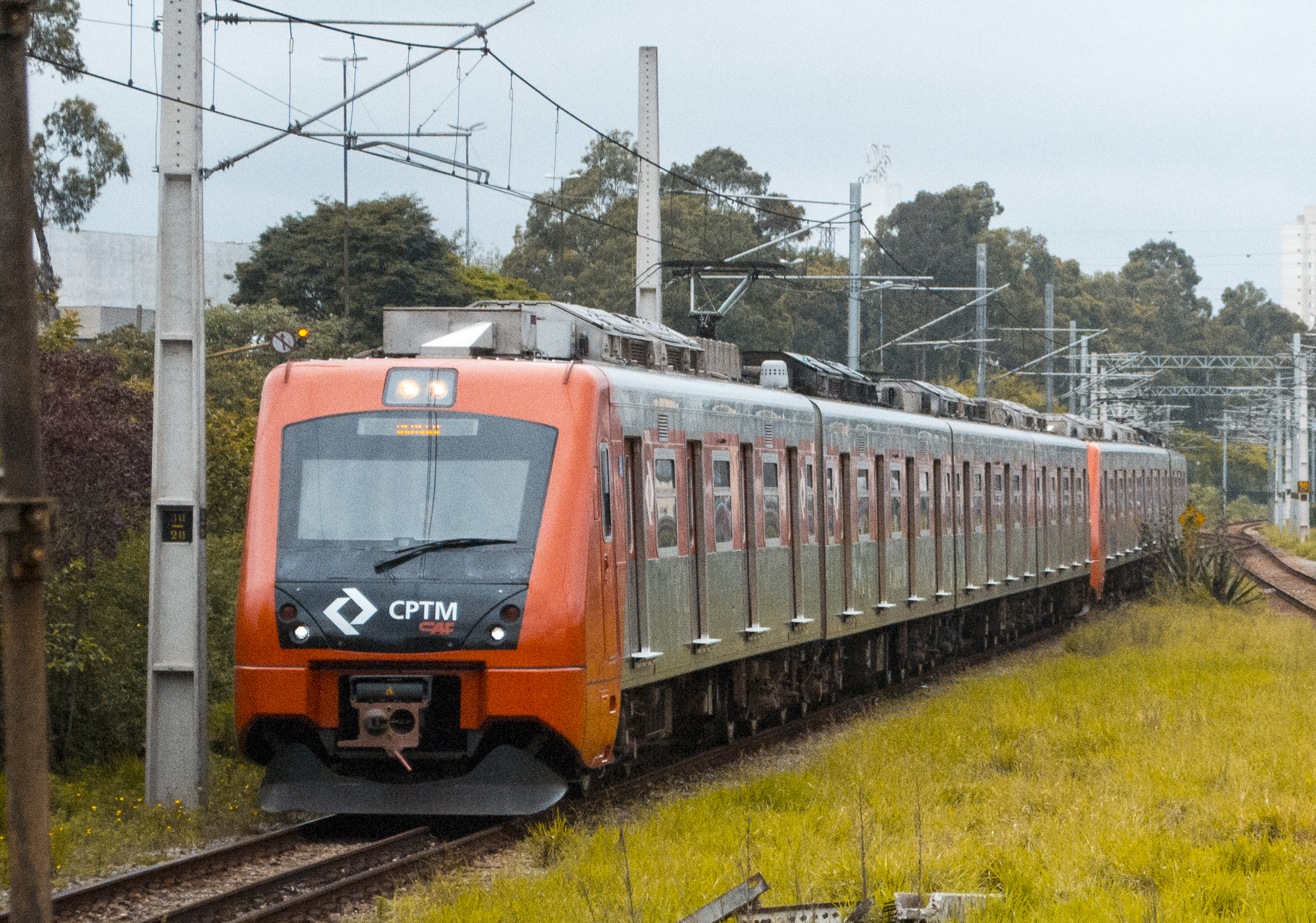
7000形電車

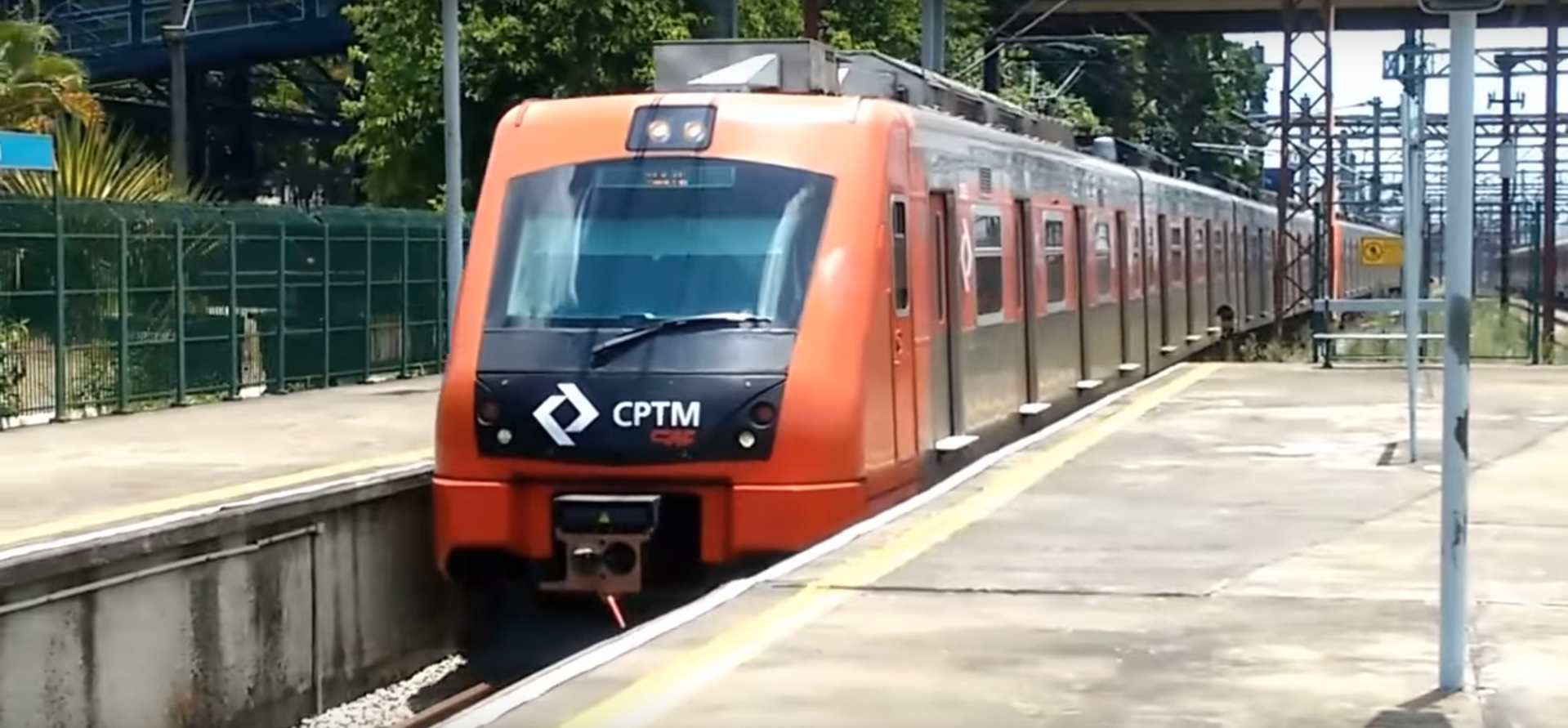
7500形電車

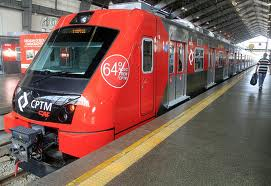
8000形電車

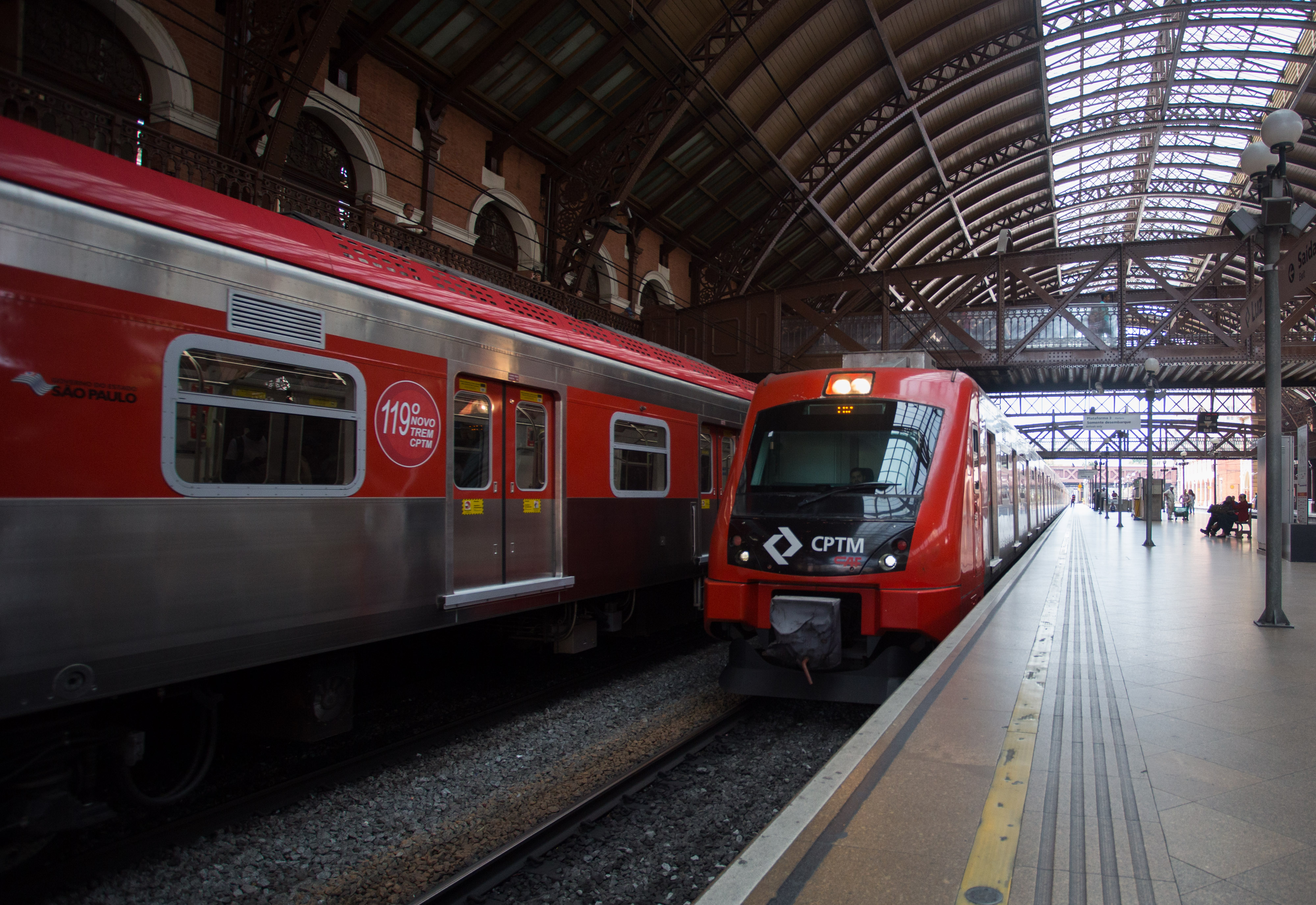
8500形電車

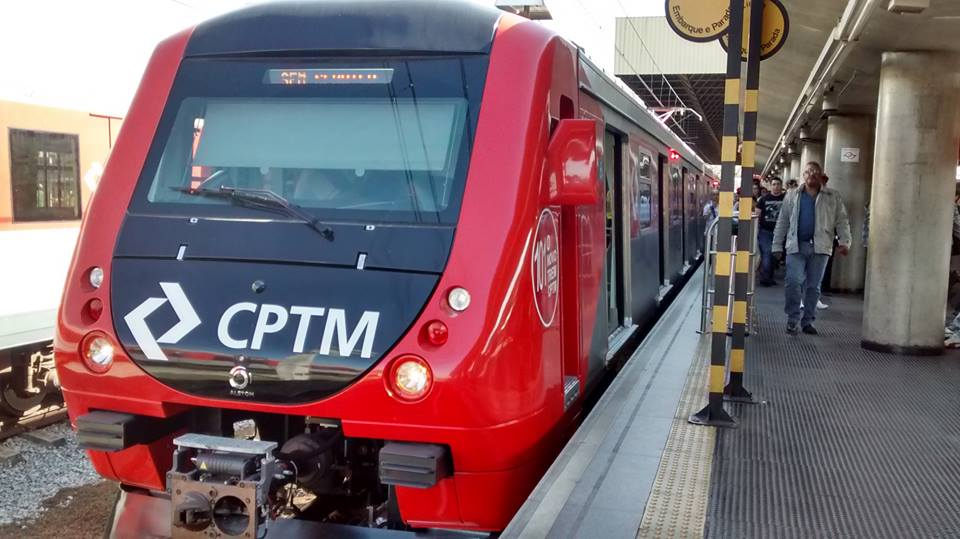
9000形電車

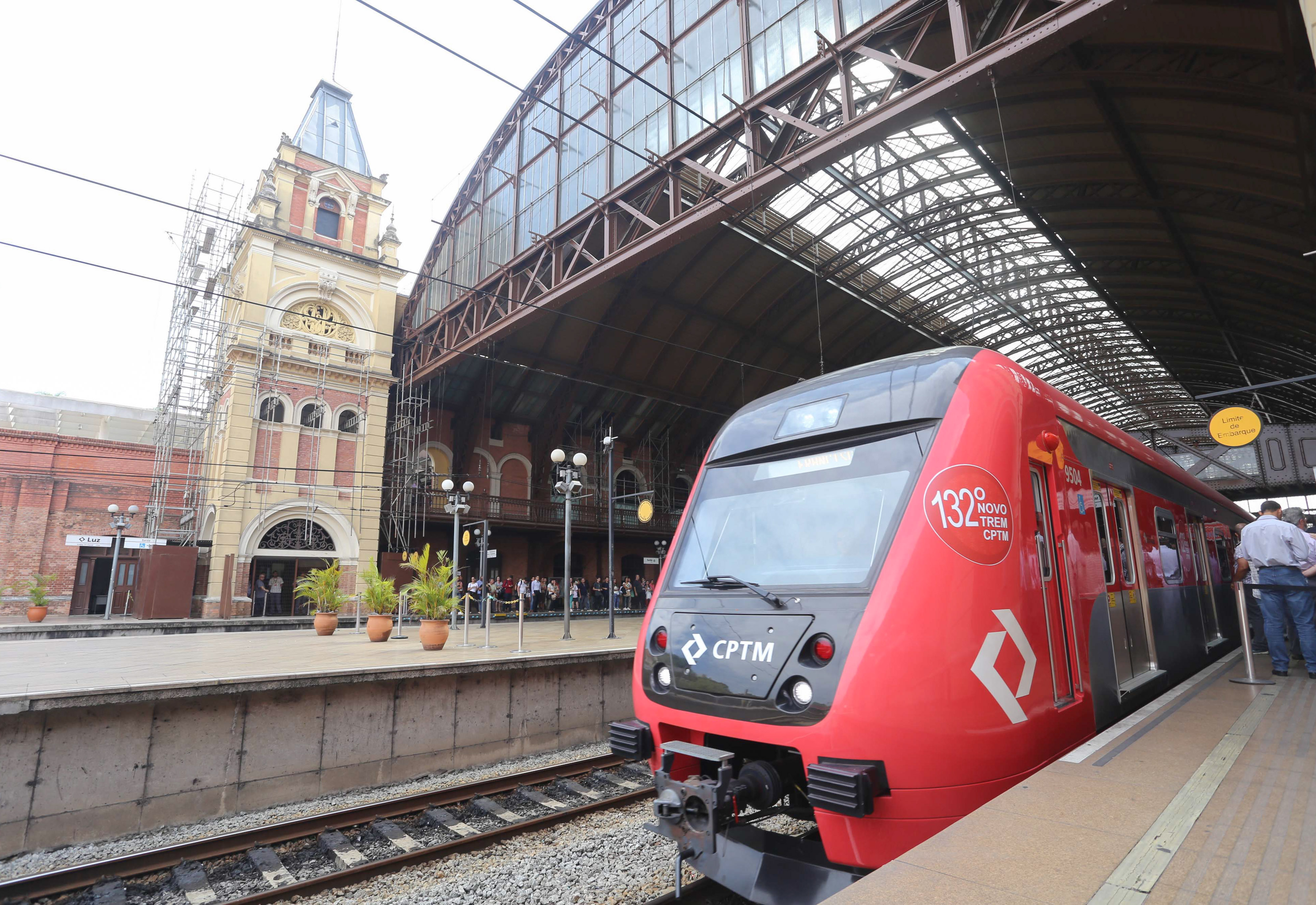
9500形電車

  - 2016年に引退[10]

- 7000形電車（CAF製）[6]

- 7500形電車（CAF製）[6]

- 8000形電車（CAF製）[6]

- 8500形電車（CAF製）[6]

- 9000形電車（アルストム・ブラジル製）[6]

- 9500形電車（現代ロテム製）[6]

### 機関車
- 6000型ディーゼル機関車(アルコRS-3型ディーゼル機関車)

6000型ディーゼル機関車

### 客車

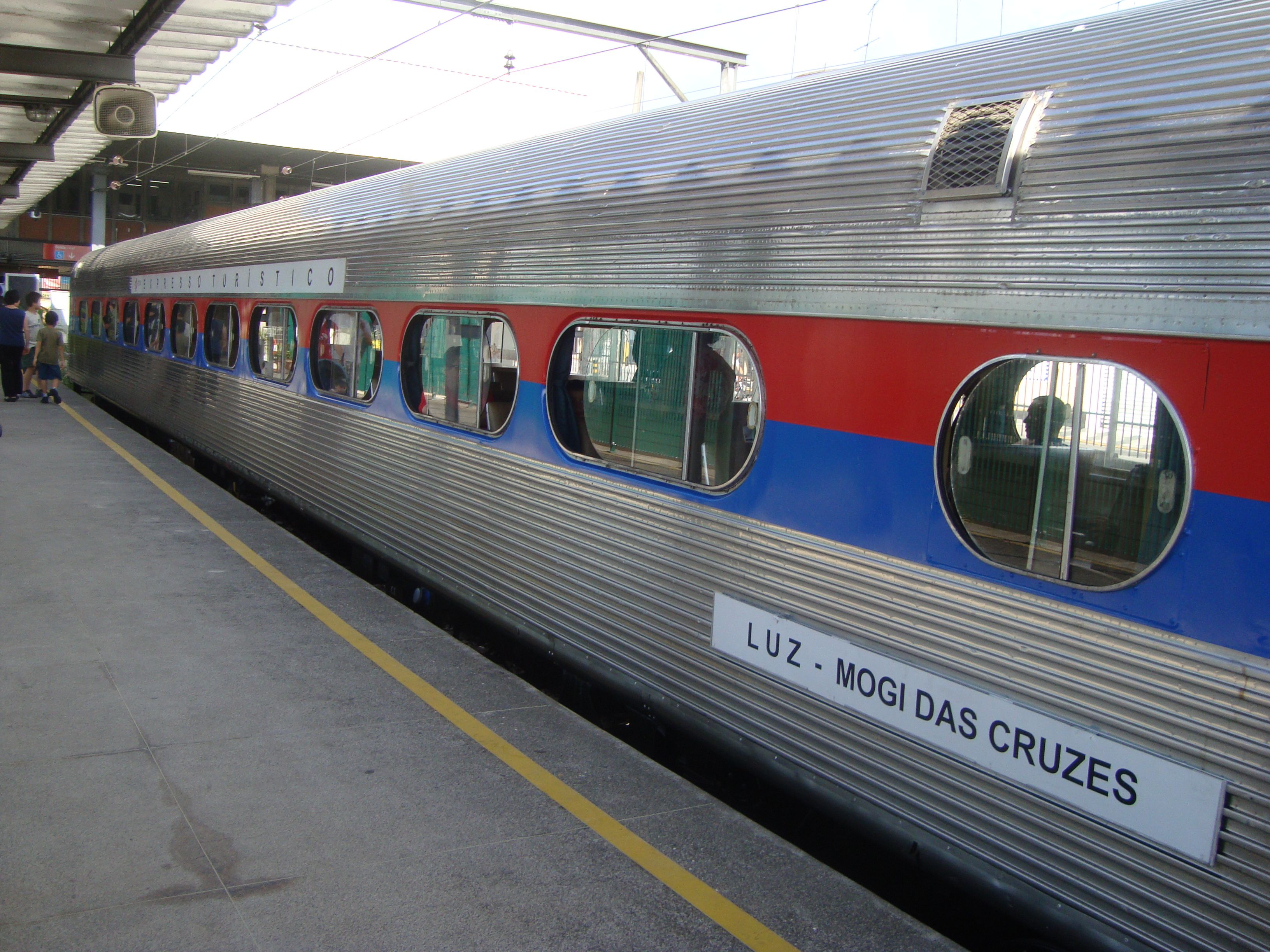
マフェルサ800形客車

- マフェルサ800形客車

## 観光急行列車

観光列車（Expresso Turístico）

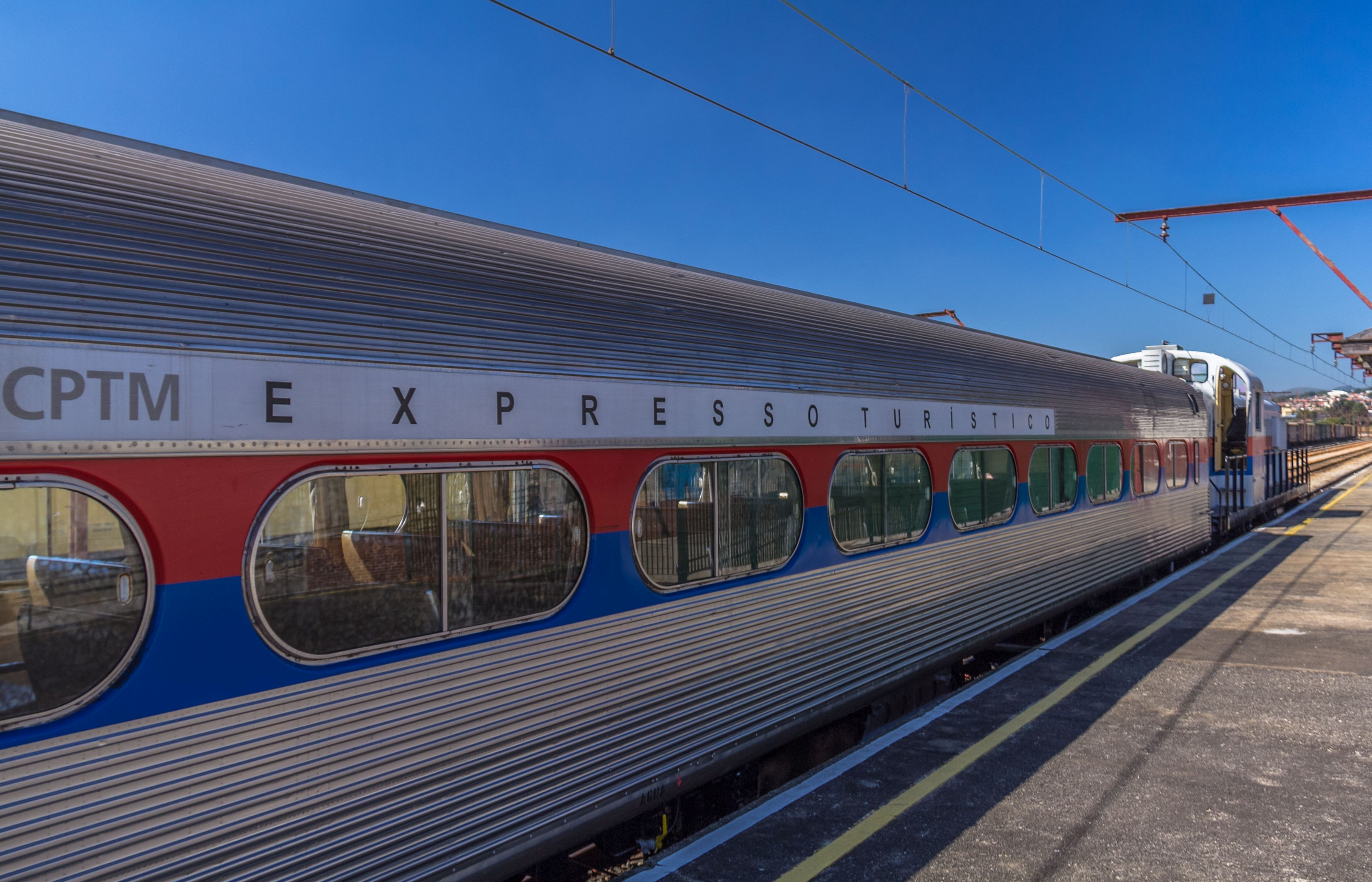
観光列車（Expresso Turístico）

週末には不定期でエクスプレッソ・ツーリスティコ（観光急行）という歴史発見と地域振興を目的とした急行列車が3路線で運転されている。車両は6000（アルコRS-3）型ディーゼル機関車と2両のバッド-マフェルサ800形客車を使用。どの列車も所要時間は1時間30分前後である。
- ルス駅  - ジュンディアイ駅…7号線区間
- ルス駅 - プレフェイト・セルソ・ダニエル・サント・アンドレ駅 - パラナピアカバ駅…10号線区間
- ルス駅 - モジ・ダス・クルーゼス駅…11号線区間

## ギャラリー

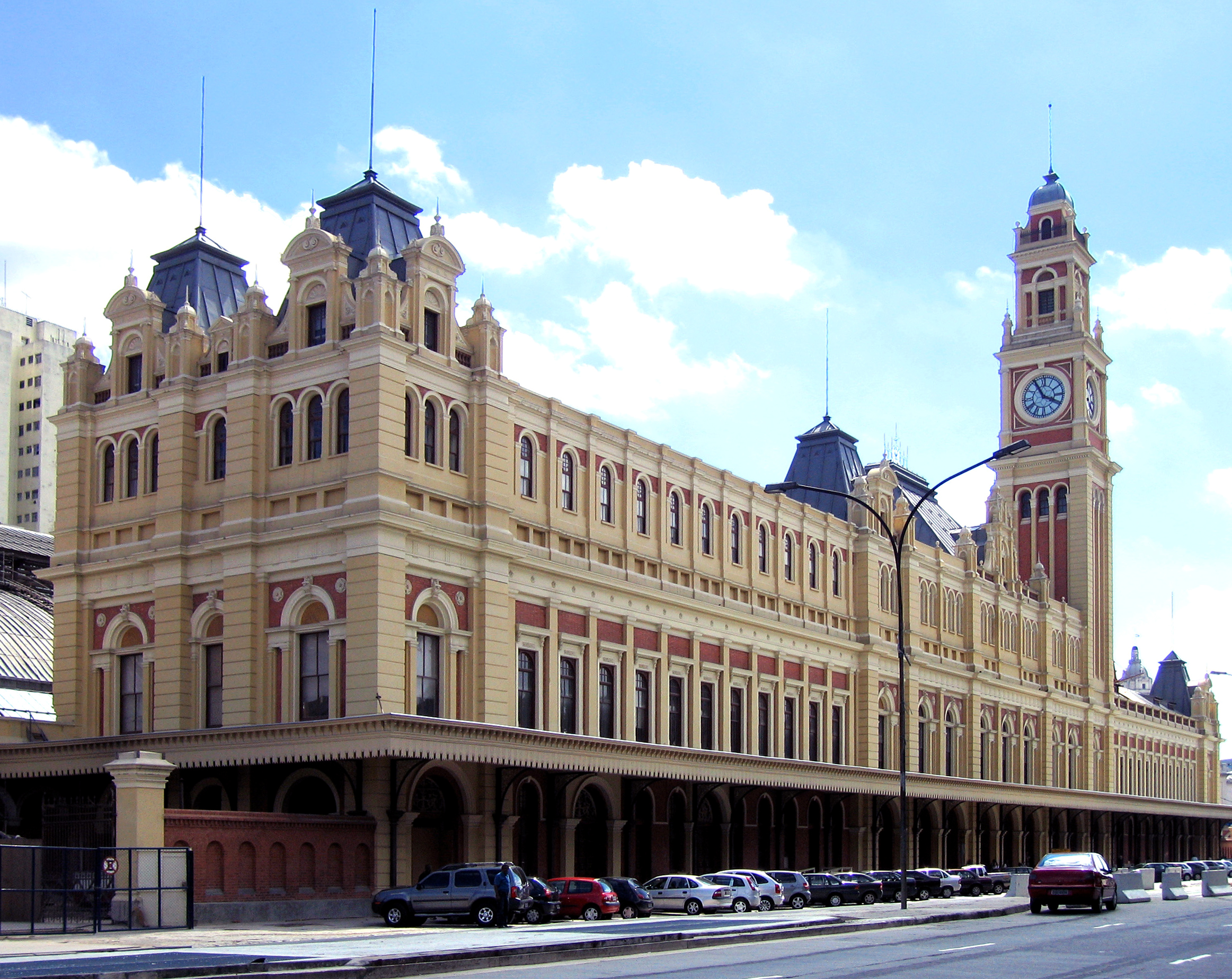
ルス駅
ジュリオ・プレステス駅
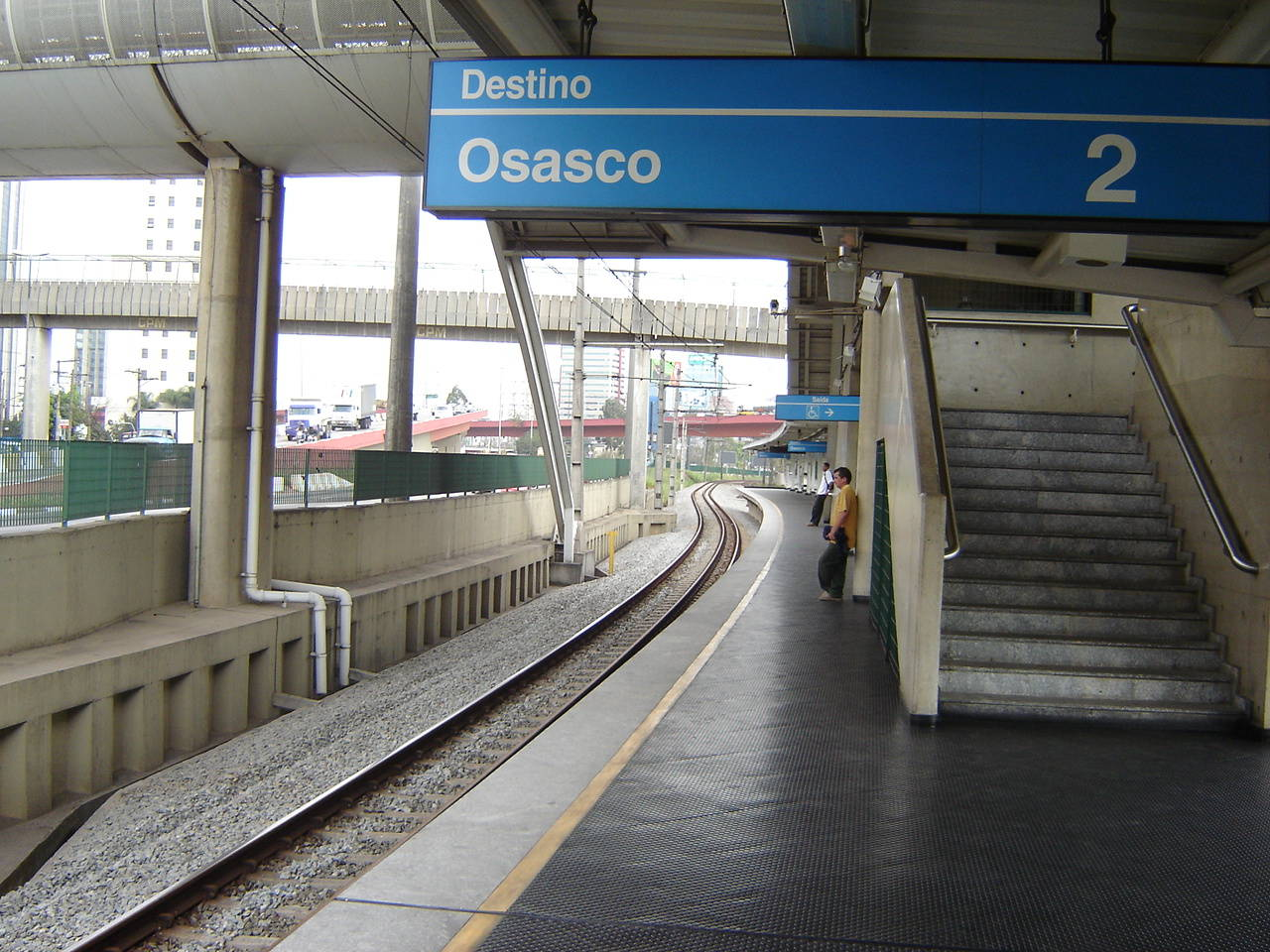
9号線Vila Olímpia駅
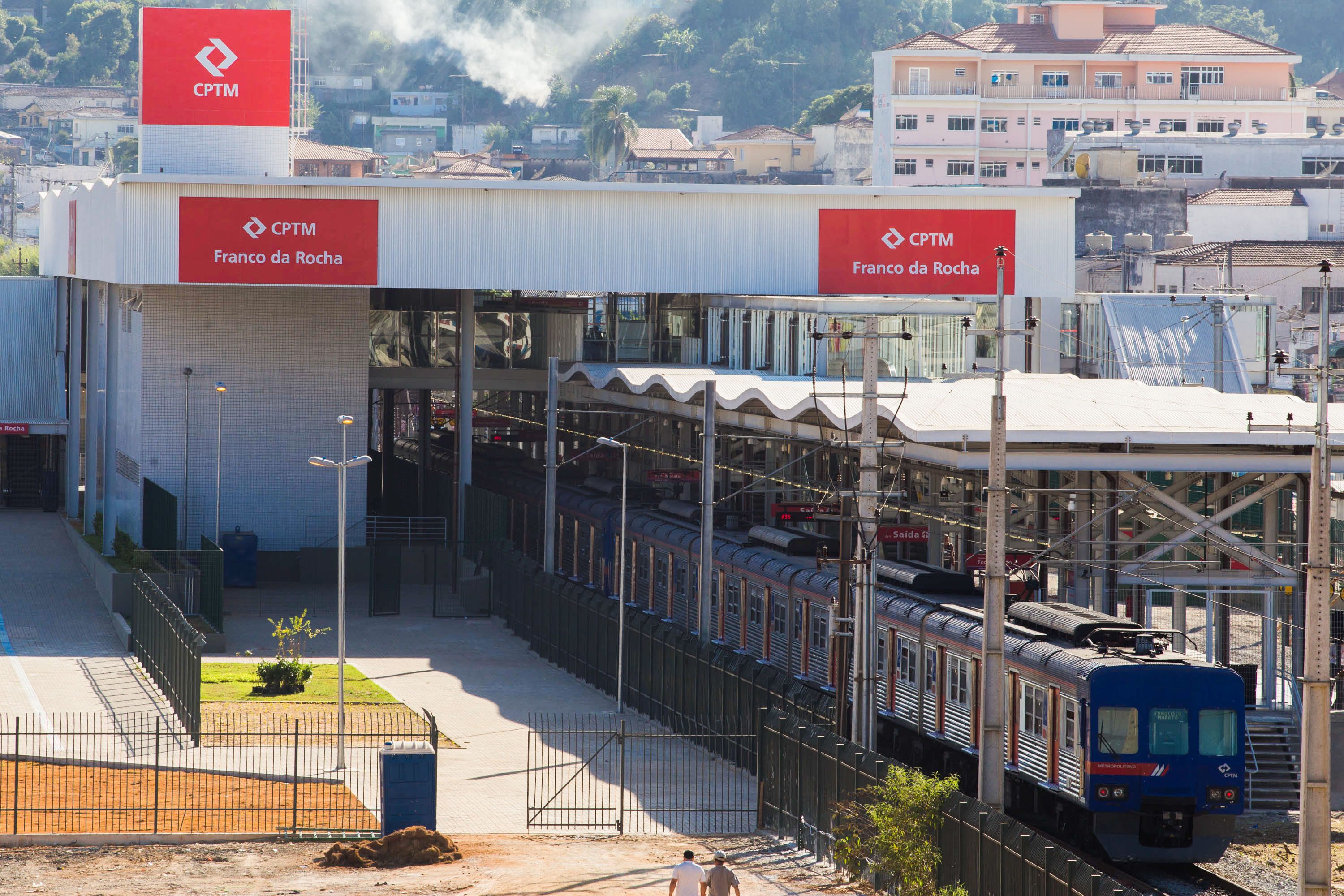
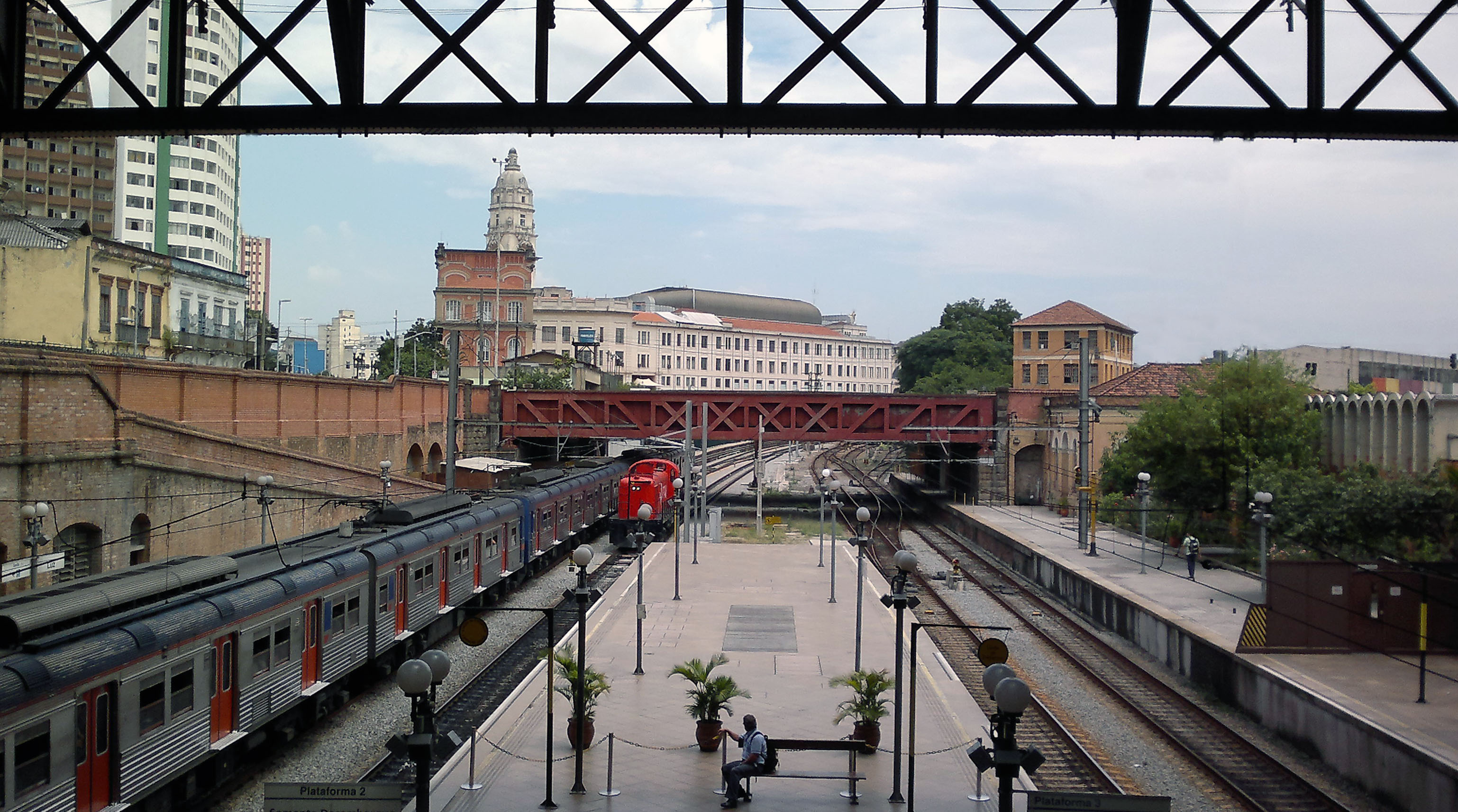
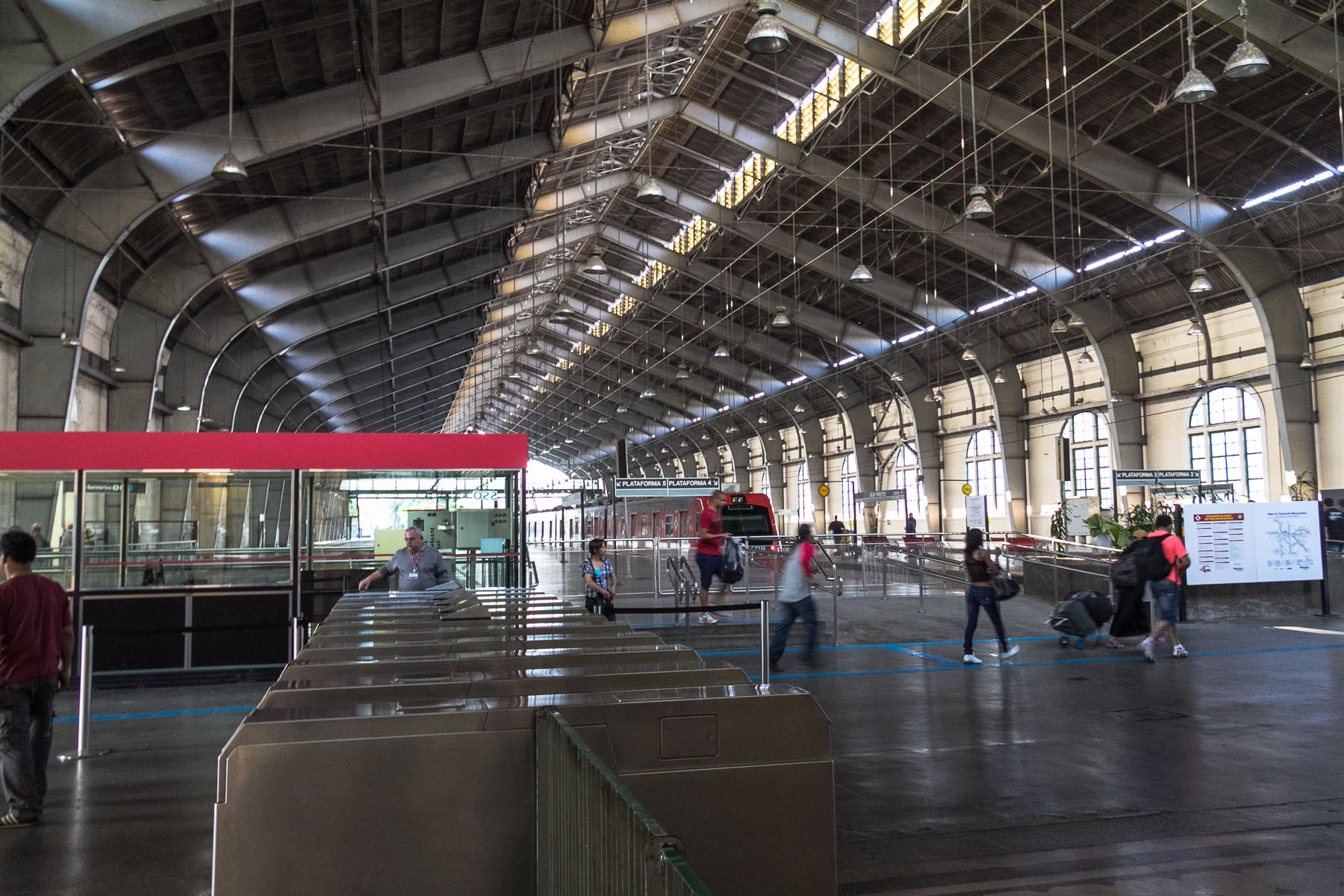
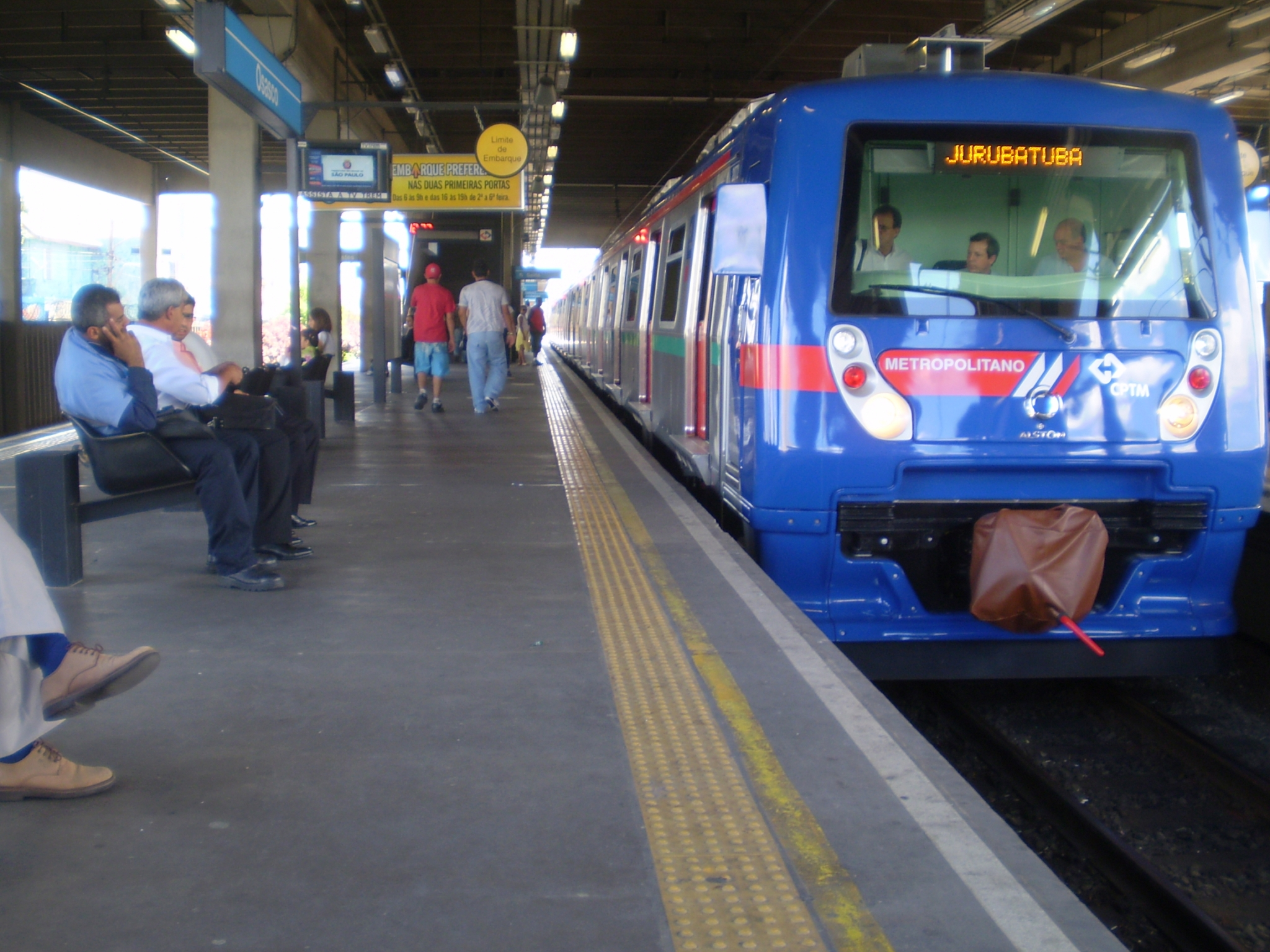
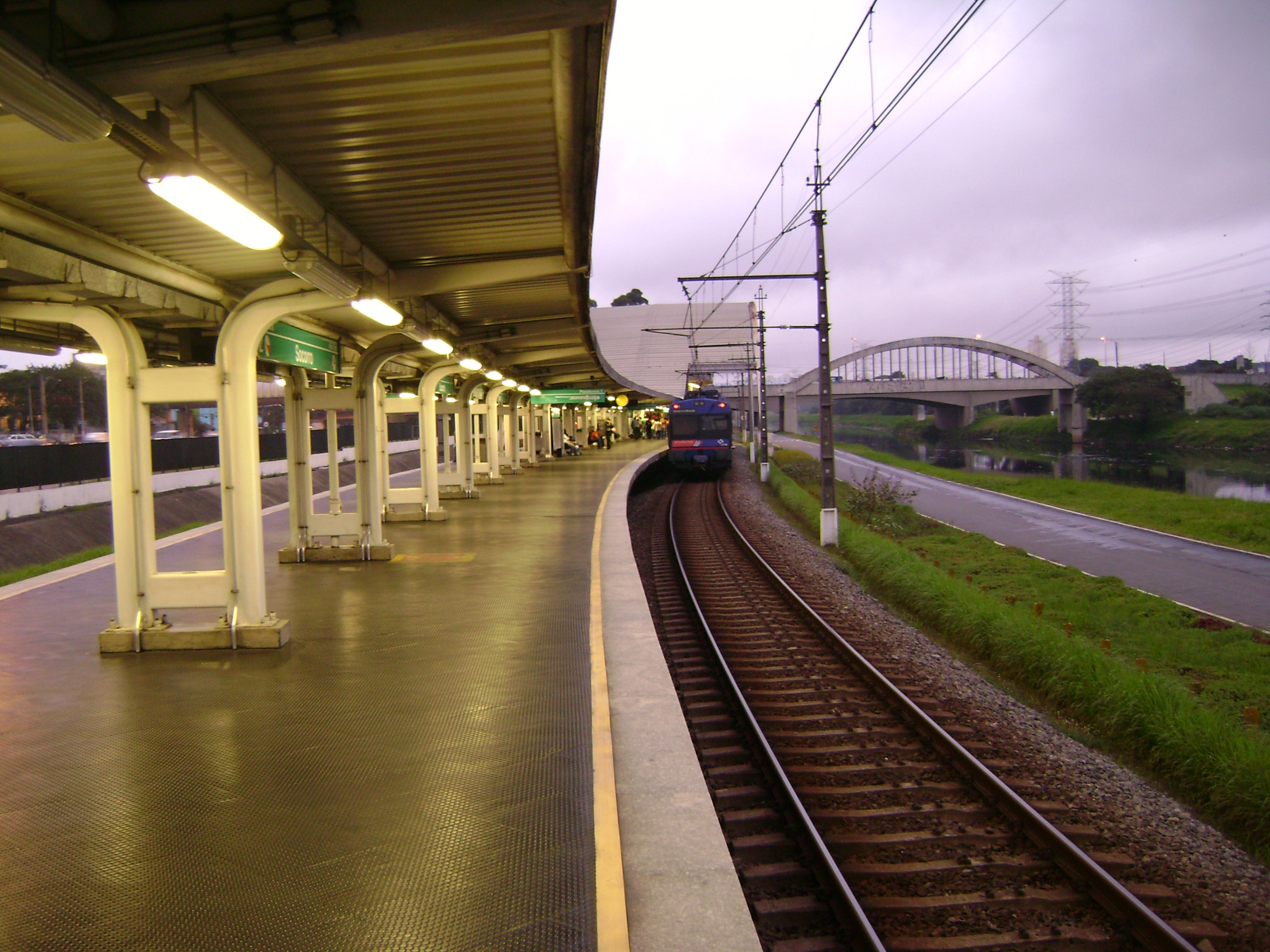
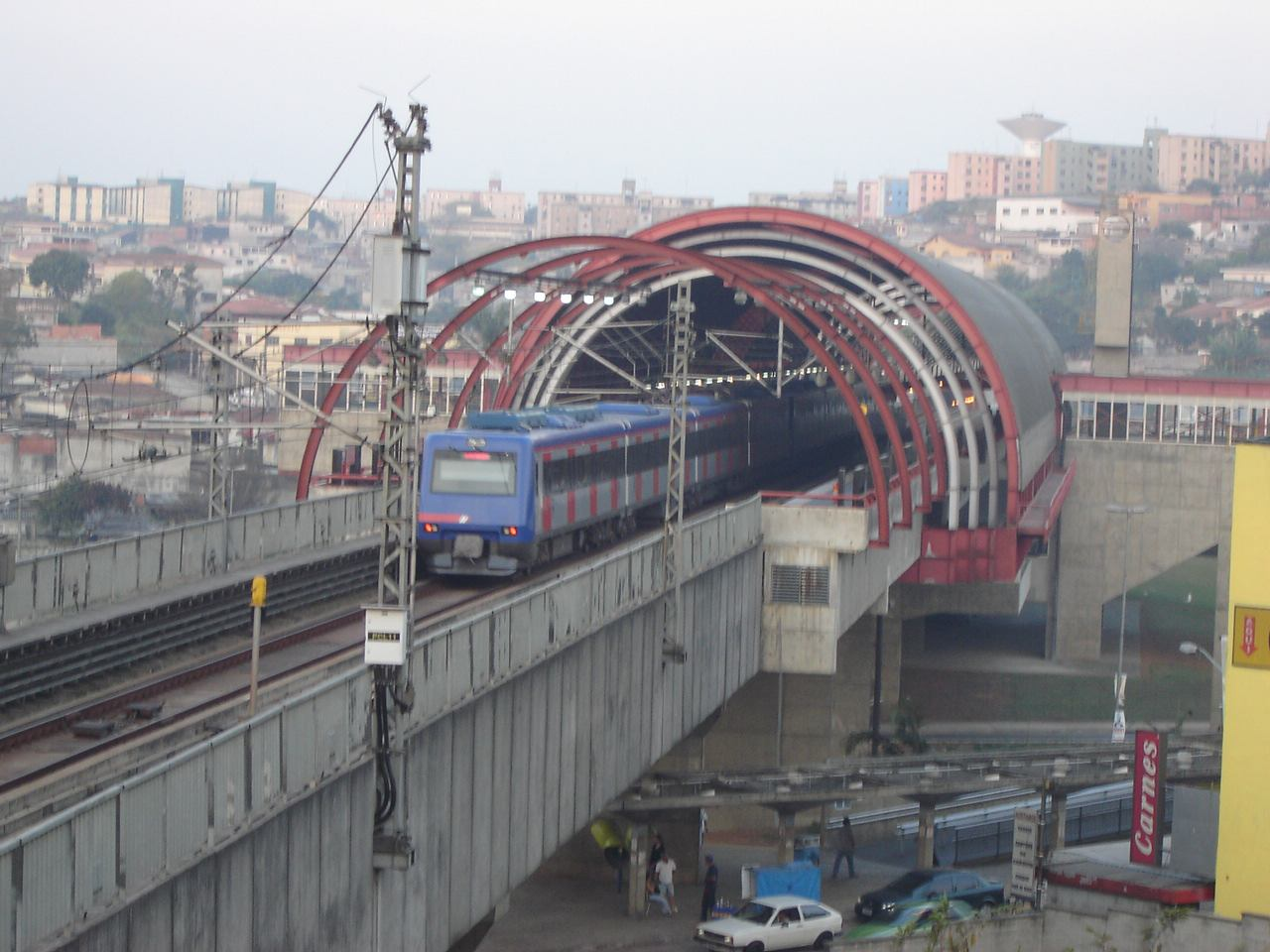
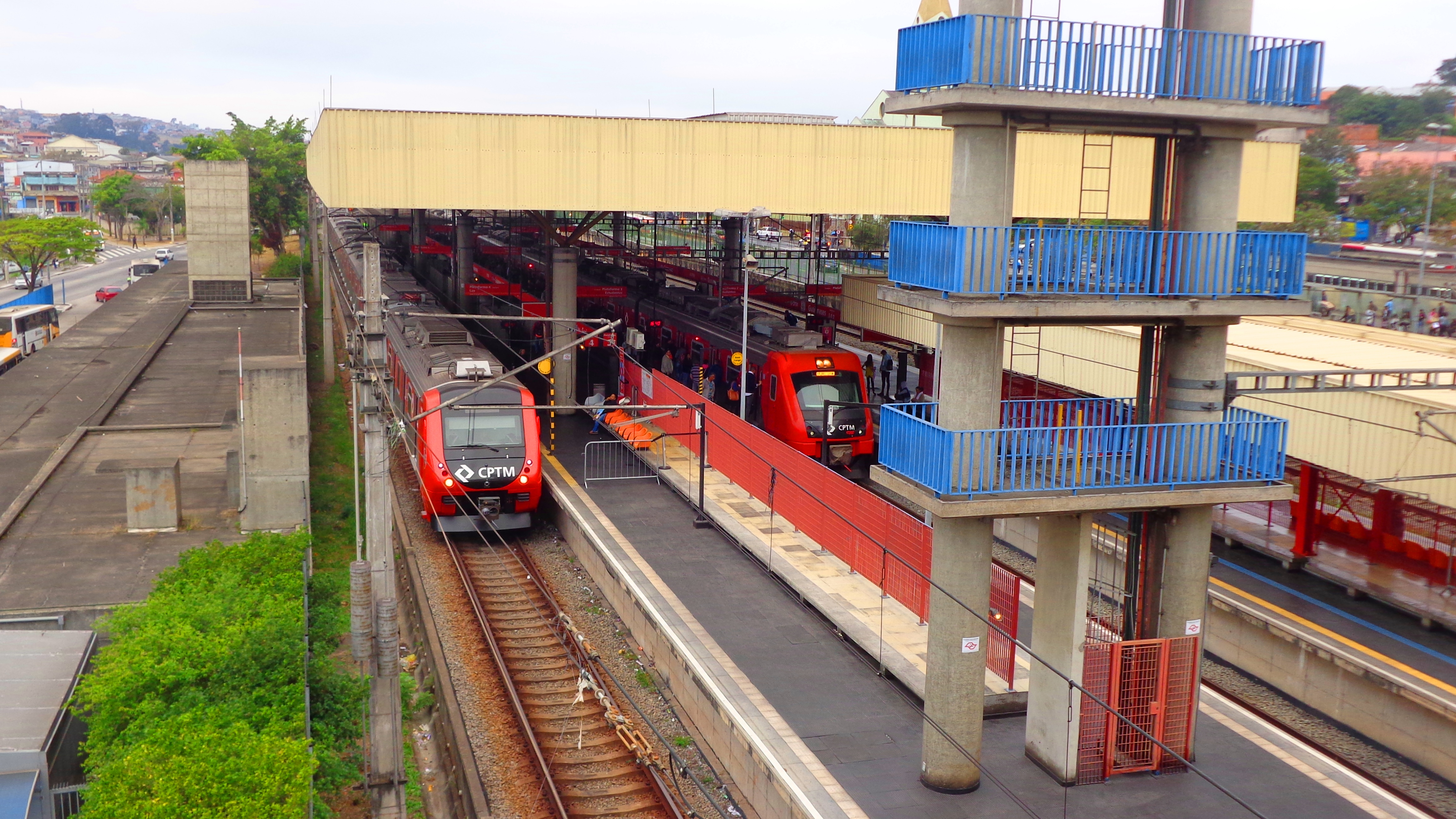
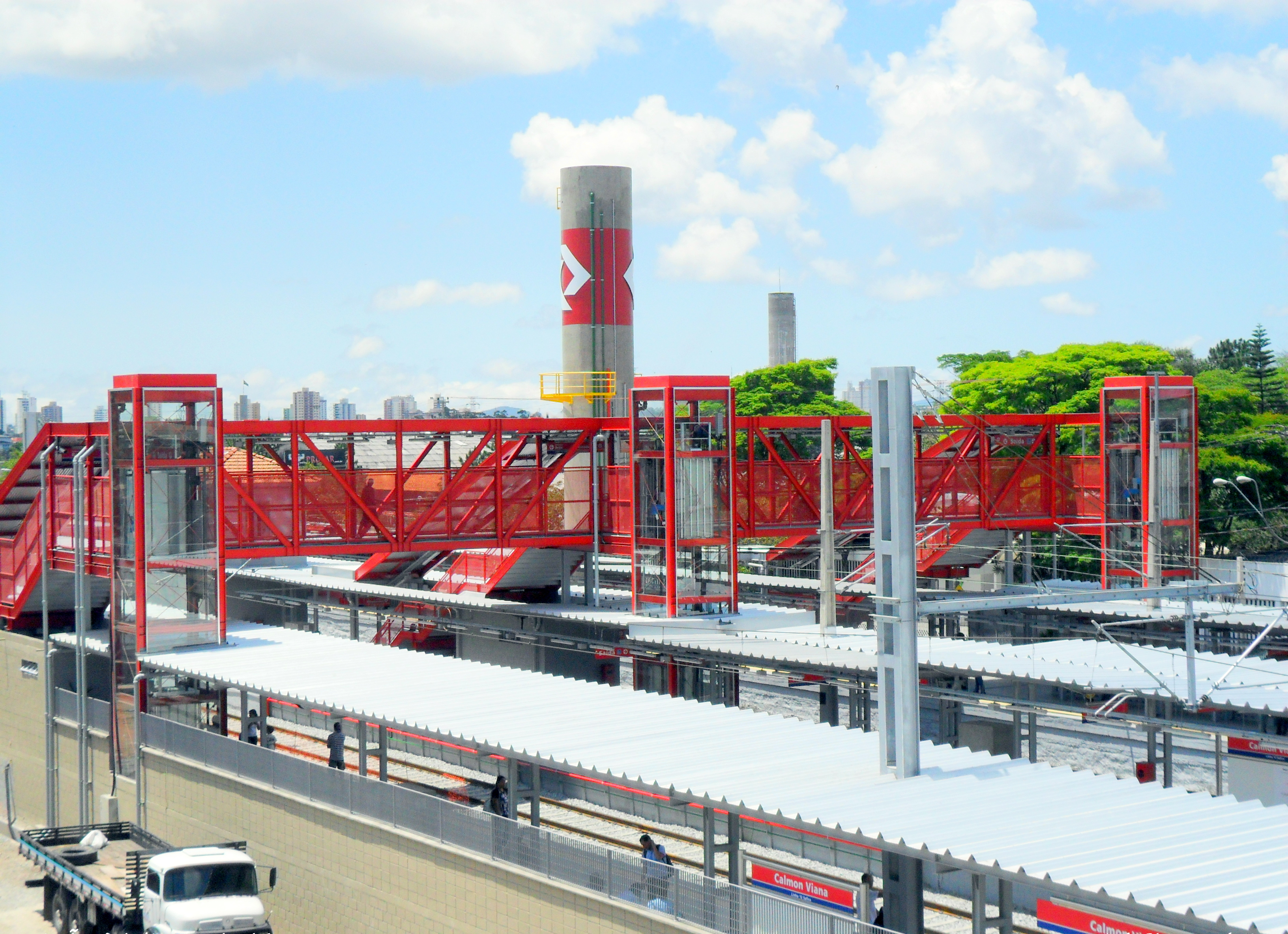